# Francja na Letnich Igrzyskach Olimpijskich 2012
Francję na Letnich Igrzyskach Olimpijskich 2012, które odbyły się w Londynie reprezentowało 331 zawodników.
Był to dwudziesty siódmy start reprezentacji Francji na letnich igrzyskach olimpijskich. Francja jako jedno z niewielu państw występuje na wszystkich igrzyskach olimpijskich od 1896 roku.

## Zdobyte medale

### Złote
- Camille Muffat – pływanie – 400 m stylem dowolnym (29 lipca)
- Amaury Leveaux, Fabien Gilot, Clément Lefert, Yannick Agnel, Alain Bernard, Jérémy Stravius – pływanie – sztafeta 4 × 100 m stylem dowolnym (29 lipca)
- Yannick Agnel – pływanie – 200 m stylem dowolnym (30 lipca)
- Tony Estanguet – kajakarstwo – C-1 mężczyzn (31 lipca)
- Lucie Décosse – judo – do 70kg kobiet (1 sierpnia)
- Émilie Fer – kajakarstwo – K-1 kobiet (2 sierpnia)
- Teddy Riner – judo – do 100kg mężczyzn (3 sierpnia)
- Florent Manaudou – pływanie – 50 m stylem dowolnym (3 sierpnia)
- Renaud Lavillenie – lekkoatletyka – skok o tyczce mężczyzn (10 sierpnia)
- Julie Bresset – kolarstwo – cross-country kobiet (11 sierpnia)
- Reprezentacja mężczyzn – koszykówka – turniej mężczyzn (12 sierpnia)

### Srebrne
- Céline Goberville – strzelectwo – pistolet pneumatyczny 10 m (29 lipca)
- Camille Muffat – pływanie – 200 m stylem dowolnym (31 lipca)
- Amaury Leveaux, Grégory Mallet, Clément Lefert, Yannick Agnel, Jérémy Stravius – pływanie – sztafeta 4 × 200 m stylem dowolnym (31 lipca)
- Grégory Baugé, Michaël D’Almeida, Kévin Sireau – kolarstwo – sprint drużynowy (2 sierpnia)
- Germain Chardin, Dorian Mortelette – wioślarstwo – dwójka bez sternika mężczyzn (3 sierpnia)
- Michaël Llodra, Jo-Wilfried Tsonga – tenis ziemny – gra podwójna mężczyzn (4 sierpnia)
- Bryan Coquard – kolarstwo – omnium (5 sierpnia)
- Mahiedine Mekhissi-Benabbad – lekkoatletyka – 3000 m z przeszkodami kobiet (5 sierpnia)
- Grégory Baugé – kolarstwo – sprint (6 sierpnia)
- Anne-Caroline Graffe – taekwondo – waga + 67 kg kobiet (11 sierpnia)
- Reprezentacja kobiet – koszykówka – turniej kobiet (11 sierpnia)

### Brązowe
- Priscilla Gneto – judo – do 52 kg (30 lipca)
- Ugo Legrand – judo – do 73 kg (30 lipca)
- Automne Pavia – judo – do 57 kg (30 lipca)
- Gévrise Émane – judo – do 63 kg (31 lipca)
- Coralie Balmy, Charlotte Bonnet, Ophélie-Cyrielle Étienne, Camille Muffat, Margaux Farrell, Mylène Lazare – pływanie – sztafeta 4 × 200 m stylem dowolnym (1 sierpnia)
- Audrey Tcheuméo – judo – do 78 kg (2 sierpnia)
- Delphine Racinet – strzelectwo – trap (4 sierpnia)
- Julien Benneteau, Richard Gasquet – tenis ziemny – gra podwójna mężczyzn (4 sierpnia)
- Jonathan Lobert – żeglarstwo – klasa Finn (5 sierpnia)
- Steeve Guénot – zapasy – styl klasyczny waga do 66 kg mężczyzn (7 sierpnia)
- Hamilton Sabot – gimnastyka – ćwiczenia na poręczach mężczyzn (7 sierpnia)
- Marlène Harnois – taekwondo – waga do 57 kg kobiet (9 sierpnia)

## Reprezentanci

### Badminton
| Zawodnicy      | Konkurencja             | Faza grupowa       | Faza grupowa       | Faza grupowa | Eliminacje         | Ćwierćfinał        | Półfinał           | Finał              | Finał   |
| Zawodnicy      | Konkurencja             | Przeciwnicy Punkty | Przeciwnicy Punkty | Miejsce      | Przeciwnicy Punkty | Przeciwnicy Punkty | Przeciwnicy Punkty | Przeciwnicy Punkty | Miejsce |
| -------------- | ----------------------- | ------------------ | ------------------ | ------------ | ------------------ | ------------------ | ------------------ | ------------------ | ------- |
| Brice Leverdez | gra pojedyncza mężczyzn | Edwin Ekiring 2-0  | Wong Wing Ki 0-2   | 2.           | → Nie awansował    | → Nie awansował    | → Nie awansował    | → Nie awansował    | 17.     |
| Pi Hongyan     | gra pojedyncza kobiet   | Hadia Hosny 2-0    | Chloe Magee 2-0    | 1.           | Yip Pui Yin 1-2    | → Nie awansowała   | → Nie awansowała   | → Nie awansowała   | 9.      |

### Boks
Mężczyźni
| Zawodnik        | Konkurencja | 1/16                   | 1/8                      | Ćwierćfinał               | Półfinał         | Finał            | Finał   |
| Zawodnik        | Konkurencja | Przeciwnik Wynik       | Przeciwnik Wynik         | Przeciwnik Wynik          | Przeciwnik Wynik | Przeciwnik Wynik | Miejsce |
| --------------- | ----------- | ---------------------- | ------------------------ | ------------------------- | ---------------- | ---------------- | ------- |
| Jérémy Beccu    | 49 kg       | Byrżan Żakypow 17-18   | → Nie awansował          | → Nie awansował           | → Nie awansował  | → Nie awansował  | 17.     |
| Nordine Oubaali | 52 kg       | Ajmal Faisal 22-9      | Rau’shee Warren 19-18    | Michael Conlan 18-22      | → Nie awansował  | → Nie awansował  | 5.      |
| Rachid Azzedine | 60 kg       | Jose Ramirez 20-21     | → Nie awansował          | → Nie awansował           | → Nie awansował  | → Nie awansował  | 17.     |
| Alexis Vastine  | 69 kg       | Patrick Wojcicki 16-12 | Bjambyn Tüwszinbat 13-12 | Taras Szełestiuk 18+ – 18 | → Nie awansował  | → Nie awansował  | 5.      |
| Tony Yoka       | +91 kg      |                        | Simon Kean 16+ – 16      | → Nie awansował           | → Nie awansował  | → Nie awansował  | 9.      |

### Gimnastyka

#### Gimnastyka artystyczna
| Zawodnik        | Konkurencja           | Eliminacje | Eliminacje | Finał            | Finał            |
| Zawodnik        | Konkurencja           | Wynik      | Pozycja    | Wynik            | Pozycja          |
| --------------- | --------------------- | ---------- | ---------- | ---------------- | ---------------- |
| Delphine Ledoux | wielobój indywidualny | 108,175    | 13.        | → Nie awansowała | → Nie awansowała |

#### Gimnastyka sportowa
Mężczyźni
| Zawodnik         | Konkurencje            | Konkurencje            | Konkurencje     | Konkurencje     | Konkurencje                 | Konkurencje                 | Konkurencje          | Konkurencje          | Konkurencje            | Konkurencje            | Konkurencje         | Konkurencje         | Konkurencje | Konkurencje | Konkurencje        | Konkurencje        |
| Zawodnik         | Wielobój indywidualnie | Wielobój indywidualnie | Ćwiczenia wolne | Ćwiczenia wolne | Ćwiczenia na koniu z łękami | Ćwiczenia na koniu z łękami | Ćwiczenia na kółkach | Ćwiczenia na kółkach | Ćwiczenia na poręczach | Ćwiczenia na poręczach | Ćwiczenia na drążku | Ćwiczenia na drążku | Skoki       | Skoki       | Wielobój drużynowy | Wielobój drużynowy |
| Zawodnik         | Wynik                  | Pozycja                | Wynik           | Pozycja         | Wynik                       | Pozycja                     | Wynik                | Pozycja              | Wynik                  | Pozycja                | Wynik               | Pozycja             | Wynik       | Pozycja     | Wynik              | Pozycja            |
| ---------------- | ---------------------- | ---------------------- | --------------- | --------------- | --------------------------- | --------------------------- | -------------------- | -------------------- | ---------------------- | ---------------------- | ------------------- | ------------------- | ----------- | ----------- | ------------------ | ------------------ |
| Pierre-Yves Beny |                        |                        | 14,433          | 39.             | 13,566                      | 41.                         | 14,266               | 45.                  | 14,700                 | 32.                    |                     |                     |             |             | 265,441            | 8.                 |
| Yann Cucherat    |                        |                        |                 |                 |                             |                             |                      |                      | 14,900                 | 24.                    | 14,366              | 31.                 |             |             | 265,441            | 8.                 |
| Gaël da Silva    |                        |                        | 15,400          | 10.             |                             |                             | 14,366               | 44.                  |                        |                        | 14,966              | 17.                 |             |             | 265,441            | 8.                 |
| Hamilton Sabot   |                        |                        |                 |                 | 14,033                      | 30.                         | 14,533               | 36.                  | 15,566                 | brąz                   | 14,866              | 20.                 |             |             | 265,441            | 8.                 |
| Cyril Tommasone  | 87,657                 | 16.                    | 14,500          | 37.             | 15,141                      | 5.                          | 14,166               | 46.                  | 15,100                 | 20.                    | 14,133              | 37.                 | 15,466      | 42.         | 265,441            | 8.                 |

Kobiety
| Zawodniczka        | Wynik                  | Wynik                  | Wynik           | Wynik           | Wynik                  | Wynik                  | Wynik                   | Wynik                   | Wynik | Wynik   | Wynik              | Wynik              |
| Zawodniczka        | Wielobój indywidualnie | Wielobój indywidualnie | Ćwiczenia wolne | Ćwiczenia wolne | Ćwiczenia na poręczach | Ćwiczenia na poręczach | Ćwiczenia na równoważni | Ćwiczenia na równoważni | Skoki | Skoki   | Wielobój drużynowy | Wielobój drużynowy |
| Zawodniczka        | Wynik                  | Pozycja                | Wynik           | Pozycja         | Wynik                  | Pozycja                | Wynik                   | Pozycja                 | Wynik | Pozycja | Wynik              | Pozycja            |
| ------------------ | ---------------------- | ---------------------- | --------------- | --------------- | ---------------------- | ---------------------- | ----------------------- | ----------------------- | ----- | ------- | ------------------ | ------------------ |
| Mira Boumejmajen   |                        |                        | 12,933          | 60.             | 13,300                 | 43.                    | 12,966                  | 49.                     |       |         | 164,796            | 11.                |
| Youna Dufournet    |                        |                        |                 |                 | 14,500                 | 17.                    | 14,200                  | 21.                     |       |         | 164,796            | 11.                |
| Anne Kuhm          | 54,098                 | 29.                    | 13,533          | 39.             | 13,533                 | 38.                    | 12,566                  | 55.                     |       |         | 164,796            | 11.                |
| Aurélie Malaussena | 50,166                 | 23.                    | 13,366          | 44.             | 13,300                 | 44.                    | 13,700                  | 32.                     |       |         | 164,796            | 11.                |
| Sophia Serseri     |                        |                        | 12,933          | 61.             |                        |                        |                         |                         |       |         | 164,796            | 11.                |

#### Skoki na trampolinie
Mężczyźni
| Zawodnik         | Konkurencja   | Kwalifikacje | Kwalifikacje | Finał  | Finał   |
| Zawodnik         | Konkurencja   | Punkty       | Miejsce      | Punkty | Miejsce |
| ---------------- | ------------- | ------------ | ------------ | ------ | ------- |
| Grégroire Pennes | Indywidualnie | 107,539      | 7.           | 58,805 | 7.      |

### Skoki przez przeszkody
| Zawodnik                                                       | Koń             | Konkurencja   | Kwalifikacje | Kwalifikacje | Kwalifikacje | Kwalifikacje | Kwalifikacje | Kwalifikacje     | Kwalifikacje     | Kwalifikacje     | Finał            | Finał            | Finał            | Finał            | Finał            | Razem | Razem   |
| Zawodnik                                                       | Koń             | Konkurencja   | Runda 1      | Runda 1      | Runda 2      | Runda 2      | Runda 2      | Runda 3          | Runda 3          | Runda 3          | Runda A          | Runda A          | Runda B          | Runda B          | Runda B          | Razem | Razem   |
| Zawodnik                                                       | Koń             | Konkurencja   | Kary         | Miejsce      | Kary         | Łącznie      | Miejsce      | Kary             | Łącznie          | Miejsce          | Kary             | Miejsce          | Kary             | Łącznie          | Miejsce          | Kary  | Miejsce |
| -------------------------------------------------------------- | --------------- | ------------- | ------------ | ------------ | ------------ | ------------ | ------------ | ---------------- | ---------------- | ---------------- | ---------------- | ---------------- | ---------------- | ---------------- | ---------------- | ----- | ------- |
| Simon Delestre                                                 | Napoli du Ry    | indywidualnie | 0            | 1.           | 6            | 6            | 30.          | 8                | 14               | 32.              | 4                | 11.              | 8                | 12               | 19.              | 12    | 19.     |
| Olivier Guillon                                                | Lord de Theize  | indywidualnie | 4            | 42.          | 4            | 8            | 31.          | 8                | 16               | 33.              | 0                | 1.               | 9                | 9                | 12               | 9     | 12.     |
| Pénélope Leprevost                                             | Mylord Carthago | indywidualnie | 1            | 33.          | 8            | 9            | 47.          | → Nie awansowała | → Nie awansowała | → Nie awansowała | → Nie awansowała | → Nie awansowała | → Nie awansowała | → Nie awansowała | → Nie awansowała | 9     | 47.     |
| Kevin Staut                                                    | Silvana         | indywidualnie | 0            | 1.           | 4            | 4            | 17.          | 4                | 8                | 11.              | 16               | 34.              | → Nie awansował  | → Nie awansował  | → Nie awansował  | 16    | 34.     |
| Patrice Delaveau Simon Delestre Pénélope Leprevost Kevin Staut | Patrz wyżej     | drużynowo     |              |              | 1            | 1            | 5.           | 14               | 14               | 12.              | → Nie awansowali | → Nie awansowali | → Nie awansowali | → Nie awansowali | → Nie awansowali | 14    | 12.     |

#### Ujeżdżenie
| Zawodnik       | Koń           | Konkurencja   | Runda 1 | Runda 1 | Runda 2 | Runda 2 | Runda 2       | Runda 2 | Finał           | Finał           | Finał           | Finał           |
| Zawodnik       | Koń           | Konkurencja   | Punkty  | Miejsce | Punkty  | Miejsce | Razem punktów | Miejsce | Punkty          | Miejsce         | Razem punktów   | Miejsce         |
| -------------- | ------------- | ------------- | ------- | ------- | ------- | ------- | ------------- | ------- | --------------- | --------------- | --------------- | --------------- |
| Jessica Michel | Riwera de Hus | indywidualnie | 70,410  | 28.     | 68,810  | 31.     | 139,220       | 31.     | → Nie awansował | → Nie awansował | → Nie awansował | → Nie awansował |

#### WKKW
| Zawodnik                                                                   | Koń                | Konkurencja   | Ujeżdżenie | Ujeżdżenie | Cross-country | Cross-country | Skoki                      | Skoki                      | Skoki                      | Skoki                      | Łącznie                    | Łącznie                    |
| Zawodnik                                                                   | Koń                | Konkurencja   | Ujeżdżenie | Ujeżdżenie | Cross-country | Cross-country | Kwalifikacje               | Kwalifikacje               | Finał                      | Finał                      | Łącznie                    | Łącznie                    |
| Zawodnik                                                                   | Koń                | Konkurencja   | Kary       | Miejsce    | Kary          | Miejsce       | Kary                       | Miejsce                    | Kary                       | Miejsce                    | Kary                       | Miejsce                    |
| -------------------------------------------------------------------------- | ------------------ | ------------- | ---------- | ---------- | ------------- | ------------- | -------------------------- | -------------------------- | -------------------------- | -------------------------- | -------------------------- | -------------------------- |
| Lionel Guyon                                                               | Nemetis de Lalou   | indywidualnie | 50,90      | 38.        | 20,00         | 38.           | 0                          | 28.                        | 21                         | 24.                        | 91,90                      | 24.                        |
| Aurélien Khan                                                              | Cadiz              | indywidualnie | 55,90      | 54.        | 39,60         | 49.           | 7,00                       | 45.                        |                            |                            | 102,50                     | 45.                        |
| Denis Mesples                                                              | Oregon de la Vigne | indywidualnie | 61,50      | 66.        | 46,00         | 51.           | 19,00                      | 50.                        |                            |                            | 126,50                     | 50.                        |
| Donatien Schauly                                                           | Ocarina du Chanois | indywidualnie | 44,40      | 20.        | 7,20          | 18.           | → Nie ukończył konkurencji | → Nie ukończył konkurencji | → Nie ukończył konkurencji | → Nie ukończył konkurencji | → Nie ukończył konkurencji | → Nie ukończył konkurencji |
| Nicolas Touzaint                                                           | Hildago de l’ille  | indywidualnie | 47,60      | 27.        | 7,60          | 27.           | 2                          | 21.                        | 7                          | 17.                        | 64,20                      | 17.                        |
| Lionel Guyon Aurélien Khan Denis Mesples Donatien Schauly Nicolas Touzaint | Patrz wyżej        | drużynowo     | 142,90     | 9.         | 34,80         | 7.            | 52,90                      | 8.                         |                            |                            | 230,60                     | 8.                         |

### Judo
Mężczyźni
| Zawodnik       | Konkurencja | 1/32                     | 1/16                          | 1/8                                | Ćwierćfinał                | Półfinał                | Pierwsza runda repasaży      | Pojedynek o brązowy medal | Finał                           | Finał   |
| Zawodnik       | Konkurencja | Przeciwnik Wynik         | Przeciwnik Wynik              | Przeciwnik Wynik                   | Przeciwnik Wynik           | Przeciwnik Wynik        | Przeciwnik Wynik             | Przeciwnik Wynik          | Przeciwnik Wynik                | Pozycja |
| -------------- | ----------- | ------------------------ | ----------------------------- | ---------------------------------- | -------------------------- | ----------------------- | ---------------------------- | ------------------------- | ------------------------------- | ------- |
| Sofiane Milous | - 60 kg     |                          | Betkil Szukwani 0100 -0001    | Tony Lomo 0020 -0001               | Hiroaki Hiraoka 0010- 0012 | → Nie awansował         | Howhannes Dawtian 0010 -0002 | Rishod Sobirov 0003- 0100 |                                 | 5.      |
| David Larose   | - 66 kg     | Golan Pollack 0011 -0000 | Dan Fâșie 0100 -0000          | Lasza Szawdatuaszwili 0001- 0100   | → Nie awansował            | → Nie awansował         | → Nie awansował              | → Nie awansował           | → Nie awansował                 | 9.      |
| Ugo Legrand    | - 73 kg     |                          | Tomasz Adamiec 0010 -0000     | Hussein Hafiz 0100 -0104           | Dex Elmont 0000- 0100      | → Nie awansował         | Rasul Bokijew 0010 -0002     | Wang Ki-chun 0101 -0001   |                                 | brąz    |
| Alain Schmitt  | - 81 kg     |                          | Guillaume Elmont 0000 -0001   | Emmanuel Lucenti 0000- 1000        | → Nie awansował            | → Nie awansował         | → Nie awansował              | → Nie awansował           | → Nie awansował                 | 9.      |
| Romain Buffet  | - 90 kg     |                          | Karolis Bauža 0010- 0100      | → Nie awansował                    | → Nie awansował            | → Nie awansował         | → Nie awansował              | → Nie awansował           | → Nie awansował                 | 17.     |
| Thierry Fabre  | - 100 kg    |                          | Ramadan Darwish 0011 -0002    | Najdangijn Tüwszinbajar 0000- 1000 | → Nie awansował            | → Nie awansował         | → Nie awansował              | → Nie awansował           | → Nie awansował                 | 9.      |
| Teddy Riner    | +100 kg     |                          | Janusz Wojnarowicz 0100 -0003 | Faicel Jaballah 1010 -0002         | Óscar Brayson 1000 -0001   | Kim Sung-min 0100 -0003 |                              |                           | Aleksandr Michajlin 1010 – 0003 | złoto   |

Kobiety
| Zawodniczka          | Konkurencja | 1/16                              | 1/8                          | Ćwierćfinał                       | Półfinał                   | Pierwsza runda repasaży      | Pojedynek o brązowy medal | Finał                     | Finał   |
| Zawodniczka          | Konkurencja | Przeciwniczka Wynik               | Przeciwniczka Wynik          | Przeciwniczka Wynik               | Przeciwniczka Wynik        | Przeciwniczka Wynik          | Przeciwniczka Wynik       | Przeciwniczka Wynik       | Pozycja |
| -------------------- | ----------- | --------------------------------- | ---------------------------- | --------------------------------- | -------------------------- | ---------------------------- | ------------------------- | ------------------------- | ------- |
| Laëtitia Payet       | – 48 kg     |                                   | Sarah Menezes 0001- 0010     | → Nie awansowała                  | → Nie awansowała           | → Nie awansowała             | → Nie awansowała          | → Nie awansowała          | 9.      |
| Priscilla Gneto      | – 52 kg     | He Hongmei 0111 -0012             | Joana Ramos 1001 -0000       | An Kum-ae 0013- 0102              | → Nie awansowała           | Kim Kyung-ok 0021 -0002      | Ilse Heylen 1012 -0012    |                           | brąz    |
| Automne Pavia        | – 57 kg     | Sarah Clark 0010 -0001            | Carli Renzi 0151 -0003       | Sabrina Filzmoser 0031 -0002      | Kaori Matsumoto 0000- 0010 |                              | Hedvig Karakas 0011 -0002 | → Nie awansowała          | brąz    |
| Gévrise Émane        | – 63 kg     | Gemma Howell 1000 -0000           | Yaritza Abel 0001 -0001      | Munchdzaja Cedewsuren 0001 – 0001 | → Nie awansowała           | Alice Schlesinger 0010 -0002 | Joung Da-woon 0000 -0000  |                           | brąz    |
| Lucie Décosse        | – 70 kg     |                                   | Kelita Zupancic 1001 -0001   | Yuri Alvear 1000 -0000            | Hwang Ye-sul 0001 -0000    |                              |                           | Kerstin Thiele 0120 -0000 | złoto   |
| Audrey Tcheuméo      | – 78 kg     | Amy Cotton 0010 -0001             | Maryna Pryszczepa 1000 -0000 | Yang Xiuli 0101 -0001             | Gemma Gibbons 0000- 1000   |                              | Abigél Joó 1000 -0001     | → Nie awansowała          | brąz    |
| Anne-Sophie Mondiere | +78 kg      | Maria Suellen Altheman 0000- 0101 | → Nie awansowała             | → Nie awansowała                  | → Nie awansowała           | → Nie awansowała             | → Nie awansowała          | → Nie awansowała          | 17.     |

### Kajakarstwo

#### Kajakarstwo górskie
Mężczyźni
| Zawodnik                       | Konkurencja | Preeliminacje | Preeliminacje | Preeliminacje | Preeliminacje | Preeliminacje | Preeliminacje | Półfinał | Półfinał | Finał  | Finał   | Łącznie | Miejsce |
| Zawodnik                       | Konkurencja | Zjazd 1       | Miejsce       | Zjazd 2       | Miejsce       | Łącznie       | Miejsce       | Czas     | Miejsce  | Czas   | Miejsce | Łącznie | Miejsce |
| ------------------------------ | ----------- | ------------- | ------------- | ------------- | ------------- | ------------- | ------------- | -------- | -------- | ------ | ------- | ------- | ------- |
| Etienne Daille                 | K-1         | 90,12         | 7.            | 241,73        | 22.           | 90,12         | 13.           | 100,55   | 10.      | 101,87 | 7.      | 101,87  | 7.      |
| Tony Estanguet                 | C-1         | 93,24         | 2.            | 99,20         | 10.           | 93,24         | 7.            | 101,67   | 3.       | 97,06  | 1.      | 97,06   | złoto   |
| Gauthier Klauss Matthieu Peche | C-2         | 96,98         | 1.            | 151,03        | 12.           | 96,98         | 1.            | 109,27   | 3.       | 109,17 | 4.      | 109,17  | 4.      |

Kobiety
| Zawodniczka | Konkurencja | Preeliminacje | Preeliminacje | Preeliminacje | Preeliminacje | Preeliminacje | Preeliminacje | Półfinał | Półfinał | Finał  | Finał   | Łącznie | Miejsce |
| Zawodniczka | Konkurencja | Zjazd 1       | Miejsce       | Zjazd 2       | Miejsce       | Łącznie       | Miejsce       | Czas     | Miejsce  | Czas   | Miejsce | Łącznie | Miejsce |
| ----------- | ----------- | ------------- | ------------- | ------------- | ------------- | ------------- | ------------- | -------- | -------- | ------ | ------- | ------- | ------- |
| Émilie Fer  | K-1         | 112,77        | 12.           | 106,46        | 8.            | 106,46        | 10.           | 109,73   | 3.       | 105,60 | 1.      | 105,90  | złoto   |

#### Kajakarstwo klasyczne
Mężczyźni
| Zawodnik                      | Konkurencje | Eliminacje | Eliminacje | Półfinał | Półfinał | Finał    | Finał   |
| Zawodnik                      | Konkurencje | Czas       | Miejsce    | Czas     | Miejsce  | Czas     | Miejsce |
| ----------------------------- | ----------- | ---------- | ---------- | -------- | -------- | -------- | ------- |
| Maxime Beaumont               | K-1 200 m   | 35,571     | 2.         | 35,814   | 2.       | 36,688   | 4.      |
| Cyrille Carre                 | K-1 1000 m  | 3:32,705   | 6.         | 3:38,981 | 8.       | 3:33,513 | 12.     |
| Arnaud Hybois Sébastien Jouve | K-2 200 m   | 32,993     | 3.         | 32,668   | 3.       | 35,012   | 4.      |
| Mathieu Goubel                | C-1 200 m   | 41,248     | 1.         | 41,938   | 2.       | 44,045   | 7.      |
| Mathieu Goubel                | C-1 1000 m  | 3:58,122   | 1.         | 3:51,811 | 1.       | 3:50,758 | 5.      |

Kobiety
| Zawodniczka                                             | Konkurencje | Eliminacje | Eliminacje | Półfinał | Półfinał | Finał    | Finał   |
| Zawodniczka                                             | Konkurencje | Czas       | Miejsce    | Czas     | Miejsce  | Czas     | Miejsce |
| ------------------------------------------------------- | ----------- | ---------- | ---------- | -------- | -------- | -------- | ------- |
| Marie Delattre Sarah Guyot Joanne Mayer Gabrielle Tuleu | K-4 500 m   | 1:40,022   | 3.         | 1:33,303 | 5.       | 1:35,299 | 8.      |

### Kolarstwo

#### Kolarstwo BMX
| Zawodnicy             | Konkurencja  | Eliminacje | Eliminacje | Ćwierćfinał | Ćwierćfinał | Półfinał        | Półfinał        | Finał           | Finał           |
| Zawodnicy             | Konkurencja  | Wynik      | Miejsce    | Wynik       | Miejsce     | Wynik           | Miejsce         | Wynik           | Miejsce         |
| --------------------- | ------------ | ---------- | ---------- | ----------- | ----------- | --------------- | --------------- | --------------- | --------------- |
| Quentin Caleyron      | BMX mężczyzn | 38,637     | 9.         | 19          | 13.         | 18              | 12.             | → Nie awansował | → Nie awansował |
| Joris Daudet          | BMX mężczyzn | 38,221     | 2.         | 7           | 5.          | 16              | 11.             | → Nie awansował | → Nie awansował |
| Moana Moo-Caille      | BMX mężczyzn | 40,015     | 28.        | 23          | 22.         | → Nie awansował | → Nie awansował | → Nie awansował | → Nie awansował |
| Laëtitia Le Corguillé | BMX kobiet   | 38,976     | 4.         |             |             | 15              | 8.              | 38,476          | 4.              |
| Magalie Pottier       | BMX kobiet   | 39,778     | 7.         |             |             | 6               | 3.              | 39,395          | 7.              |

#### Kolarstwo górskie
| Zawodnicy              | Konkurencja            | Czas                 | Miejsce              |
| ---------------------- | ---------------------- | -------------------- | -------------------- |
| Julien Absalon         | Cross-country mężczyzn | Nie ukończył wyścigu | Nie ukończył wyścigu |
| Jean-Christophe Péraud | Cross-country mężczyzn | 1:37:07              | 29.                  |
| Stéphane Tempier       | Cross-country mężczyzn | 1:31:30              | 11.                  |
| Julie Bresset          | Cross-country kobiet   | 1:30:52              | złoto                |
| Pauline Ferrand-Prévot | Cross-country kobiet   | 1:42:21              | 26.                  |

#### Kolarstwo szosowe
Mężczyźni
| Zawodnik         | Konkurencja                | Czas                 | Miejsce              |
| ---------------- | -------------------------- | -------------------- | -------------------- |
| Sylvain Chavanel | Jazda indywidualna na czas | 56:07,67             | 29.                  |
| Sylvain Chavanel | Start wspólny              | 5:46:05              | 20.                  |
| Mickaël Bourgain | Start wspólny              | Nie ukończył wyścigu | Nie ukończył wyścigu |
| Arnaud Démare    | Start wspólny              | 5:46:37              | 30.                  |
| Tony Gallopin    | Start wspólny              | 5:46:37              | 86.                  |

Kobiety
| Zawodniczka            | Konkurencja                | Czas                  | Miejsce               |
| ---------------------- | -------------------------- | --------------------- | --------------------- |
| Audrey Cordon          | Jazda indywidualna na czas | 40:40,51              | 15.                   |
| Audrey Cordon          | Start wspólny              | Nie ukończyła wyścigu | Nie ukończyła wyścigu |
| Aude Biannic           | Start wspólny              | 3:35:56               | 10.                   |
| Pauline Ferrand-Prévot | Start wspólny              | 3:35:56               | 8.                    |

#### Kolarstwo torowe
| Zawodnicy                                    | Konkurencja               | Kwalifikacje  | Eliminacje                             | Druga runda                       | Ćwierćfinał                                 | Półfinał                                    | Finał                                       | Finał   |
| Zawodnicy                                    | Konkurencja               | Czas Prędkość | Przeciwnicy Czas Prędkość              | Przeciwnicy Czas Prędkość         | Przeciwnicy Czas (wyścig 1) Czas (wyścig 2) | Przeciwnicy Czas (wyścig 1) Czas (wyścig 2) | Przeciwnicy Czas (wyścig 1) Czas (wyścig 2) | Pozycja |
| -------------------------------------------- | ------------------------- | ------------- | -------------------------------------- | --------------------------------- | ------------------------------------------- | ------------------------------------------- | ------------------------------------------- | ------- |
| Grégory Baugé                                | Sprint mężczyzn           | 9,952 72,347  | Zafiris Wolikakis Zwycięstwo przez DSQ | Sei'ichirō Nakagawa 10,490 68,636 | Robert Förstemann 10,472 10,300             | Shane Perkins 10,358 10,268                 | Jason Kenny                                 | srebro  |
| Grégory Baugé Michaël D’Almeida Kévin Sireau | Sprint drużynowy mężczyzn | 43,097        | Nowa Zelandia · 42,991                 |                                   |                                             |                                             | Wielka Brytania · 43,013                    | srebro  |
| Virginie Cueff                               | Sprint kobiet             | 11,439 62,942 | Kristina Vogel                         | Willy Kanis Daniela Larreal       | → Nie awansowała                            | → Nie awansowała                            | → Nie awansowała                            | 15.     |
| Sandie Clair Virginie Cueff                  | Sprint drużynowy kobiet   | 33,638        | Niemcy · 33,707                        |                                   |                                             |                                             |                                             | 6.      |

| Zawodnicy        | Konkurencja     | Pierwsza runda | Repasaże | Druga runda | Finał   |
| Zawodnicy        | Konkurencja     | Miejsce        | Miejsce  | Miejsce     | Miejsce |
| ---------------- | --------------- | -------------- | -------- | ----------- | ------- |
| Mickaël Bourgain | Keirin mężczyzn | 1.             |          | 4.          | 8.      |
| Clara Sanchez    | Keirin kobiet   | 6.             | 1.       | 2.          | 4.      |

| Zawodnicy     | Konkurencja     | Start lotny | Start lotny | Wyścig punktowy | Wyścig punktowy | Wyścig eliminacyjny | Wyścig na dochodzenie | Wyścig na dochodzenie | Scratch | Wyścig na 1000 m | Wyścig na 1000 m | Suma punktów | Miejsce |
| Zawodnicy     | Konkurencja     | Czas        | Miejsce     | Punkty          | Miejsce         | Miejsce             | Przeciwnik Wynik      | Miejsce               | Miejsce | Czas             | Miejsce          | Suma punktów | Miejsce |
| ------------- | --------------- | ----------- | ----------- | --------------- | --------------- | ------------------- | --------------------- | --------------------- | ------- | ---------------- | ---------------- | ------------ | ------- |
| Bryan Coquard | Omnium mężczyzn | 13,347      | 5.          | 51              | 4.              | 1.                  | 4:30,780              | 12.                   | 3.      | 1:03,078         | 4.               | 29           | srebro  |
| Clara Sanchez | Omnium kobiet   | 14,058      | 2.          | 0               | 18.             | 13.                 | 3:56,800              | 18.                   | 18.     | 35,451           | 3.               | 72           | 14.     |

### Koszykówka
- Reprezentacja mężczyzn

Reprezentacja Francji brała udział w rozgrywkach grupy A turnieju olimpijskiego zajmując w niej drugie miejsce i awansując do ćwierćfinału. W ćwierćfinale ulegała reprezentacji Hiszpanii i odpadła z dalszej rywalizacji zajmując 6. miejsce w turnieju.

#### Grupa A
| Miejsce | Drużyna           | Mecze | Punkty | Zwyc. | Por. | Kosze   |
| ------- | ----------------- | ----- | ------ | ----- | ---- | ------- |
| 1       | Stany Zjednoczone | 5     | 10     | 5     | 0    | 589-398 |
| 2       | Francja           | 5     | 9      | 4     | 1    | 376-378 |
| 3       | Argentyna         | 5     | 8      | 3     | 2    | 446-424 |
| 4       | Litwa             | 5     | 7      | 2     | 3    | 395-399 |
| 5       | Nigeria           | 5     | 6      | 1     | 4    | 338-456 |
| 6       | Tunezja           | 5     | 5      | 0     | 5    | 320-411 |

| 29 lipca 201215:30 | Stany Zjednoczone                                                    | 98:71(22:21, 30:15, 26:15, 20:20) | Francja                                                | Basketball Arena, Londyn Sędzia: - Cristiano Maranho - Saša Pukl - Michael Aylen |
| 29 lipca 201215:30 | Pkt:Kevin Durant 22 Zb:Chandler, Durant, Anthony 9 As:LeBron James 8 | 98:71(22:21, 30:15, 26:15, 20:20) | Pkt:Ali Traore 12 Zb:Ronny Turiaf 9 As:Nando De Colo 3 | Basketball Arena, Londyn Sędzia: - Cristiano Maranho - Saša Pukl - Michael Aylen |

| 31 lipca 201221:00 | Francja                                                | 71:64(19:12, 13:17, 23:24, 16:11) | Argentyna                                                | Basketball Arena, Londyn Sędzia: - Juan Arteaga - Marcos Benito - Luigi Lamonica |
| 31 lipca 201221:00 | Pkt:Tony Parker 17 Zb:Nicolas Batum 7 As:Tony Parker 5 | 71:64(19:12, 13:17, 23:24, 16:11) | Pkt:Manu Ginóbili 26 Zb:Luis Scola 8 As:Pablo Prigioni 8 | Basketball Arena, Londyn Sędzia: - Juan Arteaga - Marcos Benito - Luigi Lamonica |

| 2 sierpnia 201210:00 | Francja                                               | 82:74(25:21, 14:22, 20:9, 23:22) | Litwa                                                           | Basketball Arena, Londyn Sędzia: - Christos Christodoulou - Ilija Belošević - Jorge Vázquez |
| 2 sierpnia 201210:00 | Pkt:Tony Parker 27 Zb:Ronny Turiaf 10 As:Boris Diaw 8 | 82:74(25:21, 14:22, 20:9, 23:22) | Pkt:Linas Kleiza 17 Zb:Linas Kleiza 7 As:Šarūnas Jasikevičius 5 | Basketball Arena, Londyn Sędzia: - Christos Christodoulou - Ilija Belošević - Jorge Vázquez |

| 4 sierpnia 201210:00 | Tunezja                                                              | 69:73(15:20, 12:15, 16:25, 26:13) | Francja                                               | Basketball Arena, Londyn Sędzia: - Guerrino Cerebuch - William Kennedy - Vaughan Mayberry |
| 4 sierpnia 201210:00 | Pkt:Mohamed Hadidane 20 Zb:Makrem Ben Romdhane 8 As:Laghnej, Mejri 3 | 69:73(15:20, 12:15, 16:25, 26:13) | Pkt:Tony Parker 22 Zb:Nicolas Batum 5 As:Boris Diaw 8 | Basketball Arena, Londyn Sędzia: - Guerrino Cerebuch - William Kennedy - Vaughan Mayberry |

| 6 sierpnia 201215:30 | Francja                                                | 79:73(23:10, 18:20, 15:24, 23:19) | Nigeria                                                                                               | Basketball Arena, Londyn Sędzia: - Recep Ankaralı - Michael Aylen - Rabah Noujaim |
| 6 sierpnia 201215:30 | Pkt:Nicolas Batum 23 Zb:Batum, Diaw 6 As:Tony Parker 7 | 79:73(23:10, 18:20, 15:24, 23:19) | Pkt:Chamberlain Oguchi 35 Zb:Diogu, Aminu 7 As:Aminu, Oguchi, Archibong, [[Richard Oruche\|Oruche]] 2 | Basketball Arena, Londyn Sędzia: - Recep Ankaralı - Michael Aylen - Rabah Noujaim |

#### Ćwierćfinał
| 8 sierpnia 201217:15 | Francja                                             | 59:66(22:17, 15:17, 16:17, 6:15) | Hiszpania                                               | The O2 Arena, Londyn Sędzia: - Cristiano Maranho - William Kennedy - Christos Christodoulou |
| 8 sierpnia 201217:15 | Pkt:Parker, Diaw 15 Zb:Boris Diaw 8 As:Boris Diaw 5 | 59:66(22:17, 15:17, 16:17, 6:15) | Pkt:Marc Gasol 14 Zb:Pau Gasol 11 As:Fernández, Gasol 3 | The O2 Arena, Londyn Sędzia: - Cristiano Maranho - William Kennedy - Christos Christodoulou |

- Reprezentacja kobiet

Reprezentacja Francji brała udział w rozgrywkach grupy B turnieju olimpijskiego zajmując w niej pierwsze miejsce i awansując do ćwierćfinału rozgrywek. W ćwierćfinale pokonała reprezentację Czech awansując do półfinału, w którym pokonała zespół Rosji. W finale Francja uległa Stanom Zjednoczonym zdobywając srebrny medal.

#### Grupa B
| Miejsce | Drużyna         | Mecze | Punkty | Zwyc. | Por. | Kosze   |
| ------- | --------------- | ----- | ------ | ----- | ---- | ------- |
| 1       | Francja         | 5     | 10     | 5     | 0    | 356-319 |
| 2       | Australia       | 5     | 9      | 4     | 1    | 353-322 |
| 3       | Rosja           | 5     | 8      | 3     | 2    | 314-308 |
| 4       | Kanada          | 5     | 7      | 2     | 3    | 328-332 |
| 5       | Brazylia        | 5     | 6      | 1     | 4    | 329-354 |
| 6       | Wielka Brytania | 5     | 5      | 0     | 5    | 327-376 |

| 28 lipca 201221:00 | Brazylia                                                                  | 58:73(20:16, 14:18, 15:18, 9:21) | Francja                                                   | Basketball Arena, Londyn |
| 28 lipca 201221:00 | Pkt:Érika de Souza 17 Zb:Clarissa dos Santos 12 As:Adriana Moisés Pinto 5 | 58:73(20:16, 14:18, 15:18, 9:21) | Pkt:Céline Dumerc 23 Zb:Endéné Miyem 7 As:Céline Dumerc 5 | Basketball Arena, Londyn |

| 30 lipca 201215:30 | Francja                                                                        | 74:70 (pd.)(11:14, 17:13, 24:24, 13:14, dogr. 9:5) | Australia                                                             | Basketball Arena, Londyn |
| 30 lipca 201215:30 | Pkt:Émilie Gomis 22 Zb:Isabelle Yacoubou 7 As:Clémence Beikes, Céline Dumerc 2 | 74:70 (pd.)(11:14, 17:13, 24:24, 13:14, dogr. 9:5) | Pkt:Suzy Batkovic-Brown 17 Zb:Suzy Batkovic-Brown 10 As:Jenna O’Hea 5 | Basketball Arena, Londyn |

| 1 sierpnia 201210:00 | Kanada                                                         | 60:64(12:13, 13:15, 15:14, 20:22) | Francja                                                       | Basketball Arena, Londyn |
| 1 sierpnia 201210:00 | Pkt:Shona Thorburn 17 Zb:Natalie Achonwa 8 As:Shona Thorburn 3 | 60:64(12:13, 13:15, 15:14, 20:22) | Pkt:Émilie Gomis 16 Zb:Sandrine Gruda 6 As:trzy zawodniczki 3 | Basketball Arena, Londyn |

| 3 sierpnia 201221:15 | Francja                                                                       | 80:77 (pd.)(10:13, 17:10, 20:21, 20:23, dogr. 13:10) | Wielka Brytania                                                           | Basketball Arena, Londyn |
| 3 sierpnia 201221:15 | Pkt:Sandrine Gruda, Edwige Lawson-Wade 16 Zb:Élodie Godin 8 As:Élodie Godin 4 | 80:77 (pd.)(10:13, 17:10, 20:21, 20:23, dogr. 13:10) | Pkt:Johannah Leedham 29 Zb:Julie Page, Johannah Leedham 8 As:Julie Page 3 | Basketball Arena, Londyn |

| 5 sierpnia 201210:00 | Francja                                                                         | 65:54(10:15, 15:6, 30:13, 10:20) | Rosja                                                                                                | Basketball Arena, Londyn |
| 5 sierpnia 201210:00 | Pkt:Celine Dumerc 12 Zb:Celine Dumerc 3 As:Isabelle Yacoubou, Clemence Beikes 7 | 65:54(10:15, 15:6, 30:13, 10:20) | Pkt:Jewgienija Beljakowa 14 Zb:Jelena Daniłoczkina, Irina Osipowa 3 As:Becky Hammon, Irina Osipowa 5 | Basketball Arena, Londyn |

#### Ćwierćfinał
| 7 sierpnia 201223:15 | Francja                                                     | 71:68(16:12, 12:16, 13:23, 30:17) | Czechy                                                     | The O2 Arena, Londyn |
| 7 sierpnia 201223:15 | Pkt:Céline Dumerc 23 Zb:Sandrine Gruda 7 As:Céline Dumerc 6 | 71:68(16:12, 12:16, 13:23, 30:17) | Pkt:Eva Vítečková 17 Zb:Hana Horáková 5 As:Hana Horáková 7 | The O2 Arena, Londyn |

#### Półfinał
| 9 sierpnia 201221:00 | Rosja                                                                         | 64:81(15:24, 16:14, 20:21, 13:22) | Francja                                                               | The O2 Arena, Londyn |
| 9 sierpnia 201221:00 | Pkt:Jelena Daniłoczkina, Becky Hammon 13 Zb:Natalia Wieru 8 As:Becky Hammon 5 | 64:81(15:24, 16:14, 20:21, 13:22) | Pkt:Edwige Lawson-Wade 18 Zb:Sandrine Gruda 8 As:Edwige Lawson-Wade 5 | The O2 Arena, Londyn |

#### Finał
| 11 sierpnia 201221:00 | Stany Zjednoczone                                             | 86:50(20:15, 17:10, 26:12, 23:13) | Francja                                                                            | The O2 Arena, Londyn |
| 11 sierpnia 201221:00 | Pkt:Candace Parker 21 Zb:Candace Parker 11 As:Diana Taurasi 6 | 86:50(20:15, 17:10, 26:12, 23:13) | Pkt:Sandrine Gruda, Edwige Lawson-Wade 12 Zb:Emmeline Ndongue 8 As:Celine Dumerc 3 | The O2 Arena, Londyn |

### Lekkoatletyka
Mężczyźni:
| Zawodnik                                                                                           | Konkurencja           | Eliminacje | Eliminacje | Ćwierćfinał | Ćwierćfinał | Półfinał        | Półfinał        | Finał                | Finał                |
| Zawodnik                                                                                           | Konkurencja           | Wynik      | Miejsce    | Wynik       | Miejsce     | Wynik           | Miejsce         | Wynik                | Miejsce              |
| -------------------------------------------------------------------------------------------------- | --------------------- | ---------- | ---------- | ----------- | ----------- | --------------- | --------------- | -------------------- | -------------------- |
| Christophe Lemaitre                                                                                | bieg na 200 m         | 20,34      | 1.         |             |             | 20,03           | 3.              | 20,19                | 6.                   |
| Jimmy Vicaut                                                                                       | bieg na 100 m         | 10,11      | 2.         |             |             | 10,16           | 6.              | → Nie awansował      | → Nie awansował      |
| Pierre-Ambroise Bosse                                                                              | bieg na 800 m         | 1:46,03    | 4.         |             |             | 1:45,10         | 4.              | → Nie awansował      | → Nie awansował      |
| Jamale Aarrass                                                                                     | bieg na 1500 m        | 3:45,13    | 12.        |             |             | → Nie awansował | → Nie awansował | → Nie awansował      | → Nie awansował      |
| Florian Carvalho                                                                                   | bieg na 1500 m        | 3:37,05    | 7.         |             |             | 3:40,61         | 13.             | → Nie awansował      | → Nie awansował      |
| Yoann Kowal                                                                                        | bieg na 1500 m        | 3:41,12    | 3.         |             |             | 3:43,48         | 8.              | → Nie awansował      | → Nie awansował      |
| Hassan Hirt                                                                                        | bieg na 5000 m        | 13:35,36   | DQ         |             |             |                 |                 | → Nie awansował      | → Nie awansował      |
| Abraham Kiprotich                                                                                  | maraton               |            |            |             |             |                 |                 | → Nie ukończył biegu | → Nie ukończył biegu |
| Abdellatif Meftah                                                                                  | maraton               |            |            |             |             |                 |                 | → Nie ukończył biegu | → Nie ukończył biegu |
| Patrick Tambwé                                                                                     | maraton               |            |            |             |             |                 |                 | → Nie ukończył biegu | → Nie ukończył biegu |
| Dimitri Bascou                                                                                     | 110 m przez płotki    | 13,57      | 4.         |             |             | 13,55           | 6.              | → Nie awansował      | → Nie awansował      |
| Garfield Darien                                                                                    | 110 m przez płotki    | 13,54      | 4.         |             |             | 13,48           | 5.              | → Nie awansował      | → Nie awansował      |
| Ladji Doucouré                                                                                     | 110 m przez płotki    | 13,67      | 4.         |             |             | 13,74           | 8.              | → Nie awansował      | → Nie awansował      |
| Mahiedine Mekhissi-Benabbad                                                                        | 3000 m z przeszkodami | 8:16,23    | 1.         |             |             |                 |                 | 8:19,08              | srebro               |
| Vincent Zouaoui-Dandrieux                                                                          | 3000 m z przeszkodami | 8:36,96    | 27.        |             |             |                 |                 | → Nie awansował      | → Nie awansował      |
| Ben Bassaw Emmanuel Biron Christophe Lemaitre Pierre-Alexis Pessonneaux Ronald Pognon Jimmy Vicaut | sztafeta 4 × 100 m    | 38,15      | 4.         |             |             |                 |                 | 38,16                | 4.                   |
| Bertrand Moulinet                                                                                  | chód 20 km            |            |            |             |             |                 |                 | 1:20:12              | 8.                   |
| Bertrand Moulinet                                                                                  | chód 50 km            |            |            |             |             |                 |                 | 3:45:35              | 12.                  |
| Yohann Diniz                                                                                       | chód 50 km            |            |            |             |             |                 |                 | DQ                   | DQ                   |
| Cedric Houssaye                                                                                    | chód 50 km            |            |            |             |             |                 |                 | 3:55:16              | 31.                  |

| Zawodnik          | Konkurencja   | Kwalifikacje | Kwalifikacje | Finał           | Finał           |
| Zawodnik          | Konkurencja   | Rezultat     | Miejsce      | Rezultat        | Miejsce         |
| ----------------- | ------------- | ------------ | ------------ | --------------- | --------------- |
| Renaud Lavillenie | skok o tyczce | 5,65         | 2.           | 5,97            | złoto           |
| Romain Mesnil     | skok o tyczce | 5,60         | 4.           | 5,50            | 10.             |
| Salim Sdiri       | skok w dal    | 7,71         | 23.          | → Nie awansował |                 |
| Benjamin Compaoré | trójskok      | 17,06        | 3.           | 17,08           | 6.              |
| Quentin Bigot     | rzut młotem   | 72,42        | 24.          | → Nie awansował | → Nie awansował |
| Jérôme Bortoluzzi | rzut młotem   | 74,15        | 14.          | → Nie awansował | → Nie awansował |
| Nicolas Figère    | rzut młotem   | 69,74        | 32.          | → Nie awansował | → Nie awansował |

| Zawodnik    | Konkurencje   | Konkurencje                | Wyniki  | Punkty | Miejsce |
| ----------- | ------------- | -------------------------- | ------- | ------ | ------- |
| Kévin Mayer | dziesięciobój | bieg 100 m                 | 11,32   | 791    | 27.     |
| Kévin Mayer | dziesięciobój | skok w dal                 | 7,17    | 854    | 17.     |
| Kévin Mayer | dziesięciobój | pchnięcie kulą             | 14,05   | 731    | 19.     |
| Kévin Mayer | dziesięciobój | skok wzwyż                 | 2,05    | 850    | 5.      |
| Kévin Mayer | dziesięciobój | bieg 400 m                 | 48,76   | 873    | 10.     |
| Kévin Mayer | dziesięciobój | bieg na 110 m przez płotki | 15,59   | 780    | 22.     |
| Kévin Mayer | dziesięciobój | rzut dyskiem               | 41,20   | 689    | 26.     |
| Kévin Mayer | dziesięciobój | skok o tyczce              | 4,70    | 819    | 12.     |
| Kévin Mayer | dziesięciobój | rzut oszczepem             | 62,41   | 774    | 8.      |
| Kévin Mayer | dziesięciobój | bieg na 1500 m             | 4:23,02 | 791    | 2.      |
| Kévin Mayer | dziesięciobój | Finał                      |         | 7952   | 15.     |

Kobiety
| Zawodniczka                                                                                            | Konkurencja                | Eliminacje | Eliminacje | Ćwierćfinał | Ćwierćfinał | Półfinał         | Półfinał         | Finał            | Finał            |
| Zawodniczka                                                                                            | Konkurencja                | Wynik      | Miejsce    | Wynik       | Miejsce     | Wynik            | Miejsce          | Wynik            | Miejsce          |
| --- | -------------------------- | ---------- | ---------- | ----------- | ----------- | ---------------- | ---------------- | ---------------- | ---------------- |
| Véronique Mang                                                                                         | bieg na 100 m              | 11,41      | 6.         |             |             | → Nie awansowała | → Nie awansowała | → Nie awansowała | → Nie awansowała |
| Myriam Soumaré                                                                                         | bieg na 100 m              | 11,07      | 2.         |             |             | 11,13            | 5.               | → Nie awansowała | → Nie awansowała |
| Myriam Soumaré                                                                                         | bieg na 200 m              | 22,70      | 2.         |             |             | 22,56            | 3.               | 22,63            | 7.               |
| Reina Flor Okori                                                                                       | bieg na 100 m przez płotki | 13,01      | 2.         |             |             | DSQ              | DSQ              | → Nie awansowała | → Nie awansowała |
| Nelly Banco Johanna Danois Ayodele Ikuesan Lina Jacques-Sébastien Véronique Mang Myriam Soumaré        | sztafeta 4 × 100 m         | DSQ        | DSQ        |             |             |                  |                  | → Nie awansowały | → Nie awansowały |
| Phara Anacharsis Elea Mariama Diarra Marie Gayot Floria Gueï Lénora Guion-Firmin Muriel Hurtis-Houairi | sztafeta 4 × 400 m         | 3:25,94    | 3.         |             |             |                  |                  | 3:25,92          | 6.               |

| Zawodniczka          | Konkurencja   | Kwalifikacje | Kwalifikacje | Finał            | Finał            |
| Zawodniczka          | Konkurencja   | Rezultat     | Miejsce      | Rezultat         | Miejsce          |
| -------------------- | ------------- | ------------ | ------------ | ---------------- | ---------------- |
| Mélanie Melfort      | skok wzwyż    | 1,93         | 2.           | 1,93             | 9.               |
| Vanessa Boslak       | skok o tyczce | 4,55         | 7.           | 4,30             | 10.              |
| Marion Lotout        | skok o tyczce | 4,10         | 33.          | → Nie awansowała | → Nie awansowała |
| Éloyse Lesueur       | skok w dal    | 6,48         | 10.          | 6,67             | 8.               |
| Mélina Robert-Michon | rzut dyskiem  | 62,47        | 12.          | 63,98            | 6.               |
| Stéphanie Falzon     | rzut młotem   | 71,67        | 11.          | 73,06            | 9.               |

| Zawodniczka            | Konkurencja | Konkurencja                | Wyniki  | Punkty | Miejsce |
| ---------------------- | ----------- | -------------------------- | ------- | ------ | ------- |
| Marisa de Aniceto      | siedmiobój  | bieg na 100 m przez płotki | 13,74   | 1015   | 28.     |
| Marisa de Aniceto      | siedmiobój  | skok wzwyż                 | 1,71    | 867    | 32.     |
| Marisa de Aniceto      | siedmiobój  | pchnięcie kulą             | 13,09   | 733    | 32.     |
| Marisa de Aniceto      | siedmiobój  | bieg 200 m                 | 25,26   | 863    | 29.     |
| Marisa de Aniceto      | siedmiobój  | skok w dal                 | 5,76    | 777    | 30.     |
| Marisa de Aniceto      | siedmiobój  | rzut oszczepem             | 51.98   | 899    | 3.      |
| Marisa de Aniceto      | siedmiobój  | bieg na 800 m              | 2:16,20 | 876    | 19.     |
| Marisa de Aniceto      | siedmiobój  | Finał                      |         | 6030   | 21.     |
| Antoinette Nana Djimou | siedmiobój  | bieg na 100 m przez płotki | 12,96   | 1130   | 5.      |
| Antoinette Nana Djimou | siedmiobój  | skok wzwyż                 | 1,80    | 978    | 19.     |
| Antoinette Nana Djimou | siedmiobój  | pchnięcie kulą             | 14,26   | 811    | 11.     |
| Antoinette Nana Djimou | siedmiobój  | bieg na 200 m              | 27,72   | 913    | 23.     |
| Antoinette Nana Djimou | siedmiobój  | skok w dal                 | 6,13    | 890    | 10.     |
| Antoinette Nana Djimou | siedmiobój  | rzut oszczepem             | 55.87   | 974    | 2.      |
| Antoinette Nana Djimou | siedmiobój  | bieg na 800 m              | 2:15,94 | 880    | 17.     |
| Antoinette Nana Djimou | siedmiobój  | Finał                      |         | 6576   | 6.      |

### Łucznictwo
| Zawodnik                                       | Konkurencja   | Runda rankingowa | Runda rankingowa | 1/32                  | 1/16                 | 1/8              | Ćwierćfinał      | Półfinał         | Finał            | Finał   |
| Zawodnik                                       | Konkurencja   | Punkty           | Rozstawienie     | Przeciwnik Wynik      | Przeciwnik Wynik     | Przeciwnik Wynik | Przeciwnik Wynik | Przeciwnik Wynik | Przeciwnik Wynik | Pozycja |
| ---------------------------------------------- | ------------- | ---------------- | ---------------- | --------------------- | -------------------- | ---------------- | ---------------- | ---------------- | ---------------- | ------- |
| Thomas Faucheron                               | indywidualnie | 665              | 27.              | Witthaya Thamwong 6-0 | Gaël Prevost 3-7     | → Nie awansował  | → Nie awansował  | → Nie awansował  | → Nie awansował  | 17.     |
| Romain Girouille                               | indywidualnie | 677              | 9.               | Nay Myo Aung 5-6      | → Nie awansował      | → Nie awansował  | → Nie awansował  | → Nie awansował  | → Nie awansował  | 33.     |
| Gaël Prevost                                   | indywidualnie | 679              | 6.               | Philippe Kouassi 6-4  | Thomas Faucheron 7-3 | Wiktor Ruban 6-4 | → Nie awansował  | → Nie awansował  | → Nie awansował  | 9.      |
| Thomas Faucheron Romain Girouille Gaël Prevost | drużynowo     | 2021             | 2.               |                       |                      |                  | Meksyk · 212-220 | → Nie awansowali | → Nie awansowali | 8.      |

Kobiety
| Zawodniczka     | Konkurencja   | Runda rankingowa | Runda rankingowa | 1/32                | 1/16                | 1/8                 | Ćwierćfinał         | Półfinał            | Finał               | Finał   |
| Zawodniczka     | Konkurencja   | Wynik            | Rozstawienie     | Przeciwniczka Wynik | Przeciwniczka Wynik | Przeciwniczka Wynik | Przeciwniczka Wynik | Przeciwniczka Wynik | Przeciwniczka Wynik | Pozycja |
| --------------- | ------------- | ---------------- | ---------------- | ------------------- | ------------------- | ------------------- | ------------------- | ------------------- | ------------------- | ------- |
| Bérengère Schuh | indywidualnie | 640              | 37.              | Kaori Kawanaka 6-2  | Lin Chia-en 6-5     | Choi Hyeon-ju 6-5   | Chatuna Lorig 2-6   | → Nie awansowała    | → Nie awansowała    | 8.      |

### Pięciobój nowoczesny
Mężczyźni
| Zawodniczka       | Konkurencja | Szermierka | Szermierka | Szermierka | Pływanie | Pływanie | Pływanie | Jazda konna | Jazda konna | Jazda konna | Kombinacja: strzelanie/bieg przełajowy | Kombinacja: strzelanie/bieg przełajowy | Kombinacja: strzelanie/bieg przełajowy | Kombinacja: strzelanie/bieg przełajowy | Suma punktów | Pozycja |
| Zawodniczka       | Konkurencja | Wynik      | M.         | Punkty     | Czas     | M.       | Punkty   | Kary        | M.          | Punkty      | M. strzelanie                          | Czas                                   | M.                                     | Punkty                                 | Suma punktów | Pozycja |
| ----------------- | ----------- | ---------- | ---------- | ---------- | -------- | -------- | -------- | ----------- | ----------- | ----------- | -------------------------------------- | -------------------------------------- | -------------------------------------- | -------------------------------------- | ------------ | ------- |
| Christopher Patte | mężczyźni   | 16-19      | 20.        | 784        | 2:05,99  | 20.      | 1292     | 84          | 21          | 1116        |                                        | 10:43,96                               | 11.                                    | 2428                                   | 5620         | 17.     |

Kobiety
| Zawodniczka    | Konkurencja | Szermierka | Szermierka | Szermierka | Pływanie | Pływanie | Pływanie | Jazda konna | Jazda konna | Jazda konna | Kombinacja: strzelanie/bieg przełajowy | Kombinacja: strzelanie/bieg przełajowy | Kombinacja: strzelanie/bieg przełajowy | Kombinacja: strzelanie/bieg przełajowy | Suma punktów | Pozycja |
| Zawodniczka    | Konkurencja | Wynik      | M.         | Punkty     | Czas     | M.       | Punkty   | Kary        | M.          | Punkty      | M. strzelanie                          | Czas                                   | M.                                     | Punkty                                 | Suma punktów | Pozycja |
| -------------- | ----------- | ---------- | ---------- | ---------- | -------- | -------- | -------- | ----------- | ----------- | ----------- | -------------------------------------- | -------------------------------------- | -------------------------------------- | -------------------------------------- | ------------ | ------- |
| Amélie Cazé    | kobiety     | 19-16      | 11.        | 856        | 2:11,33  | 4.       | 1224     | 20          | 2.          | 1180        |                                        | 13:08,71                               | 32.                                    | 1848                                   | 5108         | 18.     |
| Elodie Clouvel | kobiety     | 15-20      | 25.        | 760        | 2:09,87  | 3.       | 1244     | 140         | 27.         | 1060        |                                        | 13:44,50                               | 34.                                    | 1704                                   | 4768         | 31.     |

### Piłka nożna
- Reprezentacja kobiet

Reprezentacja Francji brała udział w rozgrywkach grupy G turnieju olimpijskiego, zajmując w niej drugie miejsce i awansując do ćwierćfinału w którym pokonała zespół Szwecji. W półfinale uległa reprezentacji Japonii. W meczu o trzecie miejsce uległa reprezentacji Kanady, zajmując ostatecznie czwarte miejsce.
Grupa G
| Drużyna           | M | W | R | P | G+ | G- | G= | Pkt |
| ----------------- | - | - | - | - | -- | -- | -- | --- |
| Stany Zjednoczone | 3 | 1 | 0 | 0 | 8  | 2  | +6 | 9   |
| Francja           | 3 | 2 | 0 | 1 | 8  | 4  | +4 | 6   |
| Korea Północna    | 3 | 1 | 0 | 2 | 2  | 6  | –4 | 3   |
| Kolumbia          | 3 | 0 | 0 | 3 | 0  | 6  | –6 | 0   |

| 25 lipca 2012 18:00 CET | Stany Zjednoczone · Abby Wambach 18' · Alex Morgan 31', 65' · Carli Lloyd 55' | 4:2(2:2)Raport | Francja · 11' Gaëtane Thiney · 13' Marie-Laure Delie | Hampden Park, Glasgow Sędzia: Sachiko Yamagishi |
|                         |                                                                               |                |                                                      |                                                 |

| 28 lipca 2012 20:45 CET | Francja · Laura Georges 45' · Élodie Thomis 70' · Marie Laure Delie 71' · Wendie Renard 81' · Camille Catala 87' | 5:0(1:0)Raport | Korea Północna | Hampden Park, Glasgow Widzów: 11 743 Sędzia: Therese Neguel |
|                         | |                |                |                                                             |

| 31 lipca 2012 18:15 CET | Francja · Élodie Thomis 5' | 1:0(1:0)Raport | Kolumbia | St James’ Park, Newcastle Widzów: 13 184 Sędzia: Quetzalli Alvarado |
|                         |                            |                |          |                                                                     |

#### Ćwierćfinał
| 3 sierpnia 2012 13:00 CET | Szwecja · Nilla Fischer 18' | 1:2(1:2)Raport | Francja · Laura Georges 29' · Wendie Renard 39' | Hampden Park, Glasgow Widzów: 12 869 Sędzia: Kari Seitz |
|                           |                             |                |                                                 |                                                         |

#### Półfinał
| 6 sierpnia 2012 18:00 CET | Francja · 76'Eugenie Le Sommer | 1:2(0:1)Raport | Japonia · 32' Yuki Ogimi · 49' Mizuho Sakaguchi | Stadion Wembley, Londyn Widzów: 61 482 Sędzia: Alvarado Quetzalli |
|                           |                                |                |                                                 |                                                                   |

#### Mecz o trzecie miejsce
| 9 sierpnia 2012 14:00 CET | Kanada · Diana Matheson 90+2' | 1:0(0:0)Raport | Francja | Ricoh Arena, Coventry Sędzia: Jenny Palmqvist |
|                           |                               |                |         |                                               |

### Piłka ręczna
- Reprezentacja mężczyzn

Reprezentacja Francji brała udział w rozgrywkach grupy A zajmując w niej 2. miejsce i awansując do ćwierćfinału w którym pokonała zespół Hiszpanii. W półfinale spotkała się z drużyną Chorwacji i pokonała ją awansując do finału, w którym pokonała zespół Szwecji zdobywając złoty medal.

#### Grupa A
Tabela
| Zespół          | M | Z | R | P | G + | G – | +/− | Pkt |
| --------------- | - | - | - | - | --- | --- | --- | --- |
| Islandia        | 5 | 5 | 0 | 0 | 167 | 132 | +35 | 10  |
| Francja         | 5 | 4 | 0 | 1 | 159 | 110 | +49 | 8   |
| Szwecja         | 5 | 3 | 0 | 2 | 156 | 115 | +41 | 6   |
| Tunezja         | 5 | 2 | 0 | 3 | 121 | 125 | -4  | 4   |
| Argentyna       | 5 | 1 | 0 | 4 | 113 | 138 | -25 | 2   |
| Wielka Brytania | 5 | 0 | 0 | 5 | 96  | 192 | -96 | 0   |

Wyniki
| 29 lipca 201220:30 | Francja           | 44:15(21:7) | Wielka Brytania | Copper Box, Londyn Sędzia: ABDULLA Mansour, BAMUTREF Saleh Jamaan |
| 29 lipca 201220:30 | Guillaume Joli 11 | 44:15(21:7) | Robin Garnham 6 | Copper Box, Londyn Sędzia: ABDULLA Mansour, BAMUTREF Saleh Jamaan |
| 29 lipca 201220:30 | 2× · 2×           | 44:15(21:7) | 4× · 3× · 1×    | Copper Box, Londyn Sędzia: ABDULLA Mansour, BAMUTREF Saleh Jamaan |

| 31 lipca 201222:15 | Argentyna                                     | 20:32(9:17) | Francja            | Copper Box, Londyn Sędzia: Olesen, Peders |
| 31 lipca 201222:15 | Federico Gastón Fernández, Guido Riccobelli 4 | 20:32(9:17) | Nikola Karabatić 7 | Copper Box, Londyn Sędzia: Olesen, Peders |
| 31 lipca 201222:15 | 2× · 3×                                       | 20:32(9:17) | 2× · 3×            | Copper Box, Londyn Sędzia: Olesen, Peders |

| 2 sierpnia 201212:15 | Francja           | 25:19(12:11) | Tunezja         | Copper Box, Londyn Sędzia: NIKOLIC Nenad, STOJKOVIC Dusan |
| 2 sierpnia 201212:15 | Daniel Narcisse 7 | 25:19(12:11) | Amine Bannour 5 | Copper Box, Londyn Sędzia: NIKOLIC Nenad, STOJKOVIC Dusan |
| 2 sierpnia 201212:15 | 5× · 4×           | 25:19(12:11) | 7× · 4×         | Copper Box, Londyn Sędzia: NIKOLIC Nenad, STOJKOVIC Dusan |

| 4 sierpnia 201220:30 | Islandia              | 30:29(16:15) | Francja            | Copper Box, Londyn Sędzia: Nenad Kristić, Peter Ljubić |
| 4 sierpnia 201220:30 | Alexander Petersson 6 | 30:29(16:15) | Jérôme Fernandez 9 | Copper Box, Londyn Sędzia: Nenad Kristić, Peter Ljubić |
| 4 sierpnia 201220:30 | 7× · 3×               | 30:29(16:15) | 4× · 2×            | Copper Box, Londyn Sędzia: Nenad Kristić, Peter Ljubić |

| 6 sierpnia 201222:15 | Francja           | 29:26(18:12) | Szwecja                        | Copper Box, Londyn Sędzia: Matija Gubica, Boris Milosević |
| 6 sierpnia 201222:15 | Daniel Narcisse 8 | 29:26(18:12) | Kim Andersson, Niclas Ekberg 5 | Copper Box, Londyn Sędzia: Matija Gubica, Boris Milosević |
| 6 sierpnia 201222:15 | 1× · 3×           | 29:26(18:12) | 2× · 3×                        | Copper Box, Londyn Sędzia: Matija Gubica, Boris Milosević |

#### Ćwierćfinał
| 8 sierpnia 201214:30 | Francja             | 23:22(9:12) | Hiszpania      | Copper Box, Londyn Sędzia: NIKOLIC Nenad, STOJKOVIC Dusan |
| 8 sierpnia 201214:30 | William Accambray 7 | 23:22(9:12) | Víctor Tomás 6 | Copper Box, Londyn Sędzia: NIKOLIC Nenad, STOJKOVIC Dusan |
| 8 sierpnia 201214:30 | 3× · 4×             | 23:22(9:12) | 3× · 4×        | Copper Box, Londyn Sędzia: NIKOLIC Nenad, STOJKOVIC Dusan |

#### Półfinał
| 10 sierpnia 201220:30 | Francja           | 25:22(12:10) | Chorwacja       | Copper Box, Londyn Sędzia: ABRAHAMSEN Kenneth, KRISTIANSEN Arne |
| 10 sierpnia 201220:30 | trzej zawodnicy 4 | 25:22(12:10) | Zlatko Horvat 6 | Copper Box, Londyn Sędzia: ABRAHAMSEN Kenneth, KRISTIANSEN Arne |
| 10 sierpnia 201220:30 | 2× · 4×           | 25:22(12:10) | 2× · 4×         | Copper Box, Londyn Sędzia: ABRAHAMSEN Kenneth, KRISTIANSEN Arne |

#### Finał
| 12 sierpnia 201215:00 | Szwecja         | 21:22(8:10) | Francja          | Copper Box, Londyn Sędzia: KRSTIC Nenad, LJUBIC Peter |
| 12 sierpnia 201215:00 | Niclas Ekberg 6 | 21:22(8:10) | Michaël Guigou 5 | Copper Box, Londyn Sędzia: KRSTIC Nenad, LJUBIC Peter |
| 12 sierpnia 201215:00 | 4× · 3×         | 21:22(8:10) | 2× · 4×          | Copper Box, Londyn Sędzia: KRSTIC Nenad, LJUBIC Peter |

- Reprezentacja kobiet

Reprezentacja Francji brała udział w rozgrywkach grupy B turnieju olimpijskiego, zajmując w swojej grupie 1. miejsce i awansując do ćwierćfinału, gdzie uległa reprezentacji Czarnogóry odpadając z dalszej rywalizacji.

#### Grupa B
Tabela
| Zespół           | M | Z | R | P | G + | G – | +/− | Pkt |
| ---------------- | - | - | - | - | --- | --- | --- | --- |
| Francja          | 5 | 4 | 1 | 0 | 125 | 103 | +22 | 9   |
| Korea Południowa | 5 | 3 | 1 | 1 | 136 | 130 | +6  | 7   |
| Hiszpania        | 5 | 3 | 1 | 1 | 119 | 114 | +5  | 7   |
| Norwegia         | 5 | 2 | 1 | 2 | 118 | 120 | -2  | 5   |
| Dania            | 5 | 1 | 0 | 4 | 113 | 121 | -8  | 2   |
| Szwecja          | 5 | 0 | 0 | 5 | 108 | 131 | -23 | 0   |

Wyniki
| 28 lipca 201222:15 | Norwegia     | 23:24(12:17) | Francja                           | Copper Box, Londyn |
| 28 lipca 201222:15 | Ida Alstad 5 | 23:24(12:17) | Paule Baudouin, Mariama Signaté 5 | Copper Box, Londyn |
| 28 lipca 201222:15 | 2× · 3×      | 23:24(12:17) | 5× · 4× · 1×                      | Copper Box, Londyn |

| 30 lipca 201217:15 | Francja          | 18:18(7:10) | Hiszpania      | Copper Box, Londyn |
| 30 lipca 201217:15 | Siraba Dembélé 6 | 18:18(7:10) | Marta Mangué 6 | Copper Box, Londyn |
| 30 lipca 201217:15 | 6× · 3× · 1×     | 18:18(7:10) | 4× · 4×        | Copper Box, Londyn |

| 1 sierpnia 201215:30 | Francja            | 29:17(16:11) | Szwecja        | Copper Box, Londyn |
| 1 sierpnia 201215:30 | trzy zawodniczki 4 | 29:17(16:11) | Johanna Ahlm 6 | Copper Box, Londyn |
| 1 sierpnia 201215:30 | 2× · 3×            | 29:17(16:11) | 1× · 3×        | Copper Box, Londyn |

| 3 sierpnia 201212:15 | Korea Południowa | 21:24(12:10) | Francja               | Copper Box, Londyn |
| 3 sierpnia 201212:15 | Sim Hae-in 6     | 21:24(12:10) | Alexandra Lacrabère 4 | Copper Box, Londyn |
| 3 sierpnia 201212:15 | 3× · 2×          | 21:24(12:10) | 2× · 4×               | Copper Box, Londyn |

| 4 sierpnia 201222:15 | Dania                            | 24:30(10:17) | Francja             | Copper Box, Londyn |
| 4 sierpnia 201222:15 | Ann Grete Osterballe-Nørgaard 10 | 24:30(10:17) | Nina Kamto Njitam 6 | Copper Box, Londyn |
| 4 sierpnia 201222:15 | 2× · 3×                          | 24:30(10:17) | 1× · 2×             | Copper Box, Londyn |

#### Ćwierćfinał
| 7 sierpnia 201220:30 | Czarnogóra                           | 23:22(13:13) | Francja           | Copper Box, Londyn Sędzia: OLESEN Per, PEDERSEN Lars Ejby |
| 7 sierpnia 201220:30 | Bojana Popović, Katarina Bulatović 6 | 23:22(13:13) | Mariama Signaté 6 | Copper Box, Londyn Sędzia: OLESEN Per, PEDERSEN Lars Ejby |
| 7 sierpnia 201220:30 | 3× · 4×                              | 23:22(13:13) | 2× · 3×           | Copper Box, Londyn Sędzia: OLESEN Per, PEDERSEN Lars Ejby |

### Pływanie
Mężczyźni
| Zawodnik | Konkurencja       | Eliminacje | Eliminacje | Półfinał        | Półfinał        | Finał            | Finał            |
| Zawodnik | Konkurencja       | Czas       | Miejsce    | Czas            | Miejsce         | Czas             | Miejsc           |
| --- | ----------------- | ---------- | ---------- | --------------- | --------------- | ---------------- | ---------------- |
| Amaury Leveaux | 50 m dowolnym     | 22,35      | 18.        | → Nie awansował | → Nie awansował | → Nie awansował  | → Nie awansował  |
| Florent Manaudou | 50 m dowolnym     | 22,09      | 7.         | 21,80           | 6.              | 21,34            | złoto            |
| Yannick Agnel | 100 m dowolnym    | 48,93      | 12.        | 48,23           | 7.              | 47,84            | 4.               |
| Yannick Agnel | 200 m dowolnym    | 1:46,60    | 3.         | 1:45,84         | 2.              | 1:43,14          | złoto            |
| Fabien Gilot | 100 m dowolnym    | 48,95      | 14.        | 48,49           | 11.             | → Nie awansował  | → Nie awansował  |
| Grégory Mallet | 200 m dowolnym    | 1:47,39    | 12.        | 1:47,56         | 14.             | → Nie awansował  | → Nie awansował  |
| Damien Joly | 1500 m dowolnym   | 15:08,50   | 14.        |                 |                 | → Nie awansował  | → Nie awansował  |
| Anthony Pannier | 1500 m dowolnym   | 15:24,08   | 20.        |                 |                 | → Nie awansował  | → Nie awansował  |
| Camille Lacourt | 100 m grzbietowym | 53,51      | 4.         | 53,03           | 2.              | 53,08            | 4.               |
| Benjamin Stasiulis | 100 m grzbietowym | 55,36      | 31.        | → Nie awansował | → Nie awansował | → Nie awansował  | → Nie awansował  |
| Benjamin Stasiulis | 200 m grzbietowym | 1:59:52    | 24.        | → Nie awansował | → Nie awansował | → Nie awansował  | → Nie awansował  |
| Giacomo Perez d’Ortona | 100 m klasycznym  | 1:00,59    | 17.        | → Nie awansował | → Nie awansował | → Nie awansował  | → Nie awansował  |
| Clement Lefert | 100 m motylkowym  | 53,22      | 30.        | → Nie awansował | → Nie awansował | → Nie awansował  | → Nie awansował  |
| Yannick Agnel Alain Bernard Fabien Gilot Clement Lefert Amaury Leveaux William Meynard                                            | 4 × 100m dowolnym | 3:13,38    | 4.         |                 |                 | 3:09,93          | złoto            |
| Yannick Agnel Clement Lefert Amaury Leveaux Grégory Mallet Romain Sassot Jérémy Stravius                                          | 4 × 200m dowolnym | 7:09,18    | 2.         |                 |                 | 7:02,77          | srebro           |
| Yannick Agnel Lorys Bourelly Hugues Duboscq Fabien Gilot Camille Lacourt Clement Lefert Giacomo Perez d’Ortona Benjamin Stasiulis | 4 × 100m zmiennym | 3:34,60    | 10.        |                 |                 | → Nie awansowali | → Nie awansowali |
| Julien Sauvage | 10 km             |            |            |                 |                 | 1:50:51,3        | 11.              |

Kobiety
| Zawodniczka                                                                             | Konkurencja        | Eliminacje | Eliminacje | Półfinał         | Półfinał         | Finał            | Finał            |
| Zawodniczka                                                                             | Konkurencja        | Czas       | Miejsce    | Czas             | Miejsce          | Czas             | Miejsce          |
| --------------------------------------------------------------------------------------- | ------------------ | ---------- | ---------- | ---------------- | ---------------- | ---------------- | ---------------- |
| Anna Santamans                                                                          | 50 m dowolnym      | 25,23      | 15.        | 24,94            | 10.              | → Nie awansowała | → Nie awansowała |
| Charlotte Bonnet                                                                        | 100 m dowolnym     | 55,12      | 20.        | → Nie awansowała | → Nie awansowała | → Nie awansowała | → Nie awansowała |
| Ophélie-Cyrielle Étienne                                                                | 200 m dowolnym     | 1:19,15    | 18.        | → Nie awansowała | → Nie awansowała | → Nie awansowała | → Nie awansowała |
| Camille Muffat                                                                          | 200 m dowolnym     | 1:58,49    | 12.        | 1:56,18          | 3.               | 1:55,58          | srebro           |
| Camille Muffat                                                                          | 400 m dowolnym     | 4:03,29    | 1.         |                  |                  | 4:01,45          | złoto            |
| Coralie Balmy                                                                           | 400 m dowolnym     | 4:03,56    | 3.         |                  |                  | 4:05,95          | 6.               |
| Coralie Balmy                                                                           | 800 m dowolnym     | 8:27,15    | 8.         |                  |                  | 8:29,26          | 7.               |
| Alexianne Castel                                                                        | 100 m grzbietowym  | 1:00,16    | 14.        | 1:00,24          | 12.              | → Nie awansowała | → Nie awansowała |
| Alexianne Castel                                                                        | 200 m grzbietowym  | 2:08,92    | 6.         | 2:08,24          | 5.               | 2:08,43          | 7.               |
| Laure Manaudou                                                                          | 100 m grzbietowym  | 1:01,03    | 22.        | → Nie awansowała | → Nie awansowała | → Nie awansowała | → Nie awansowała |
| Laure Manaudou                                                                          | 200 m grzbietowym  | 2:14,29    | 30.        | → Nie awansowała | → Nie awansowała | → Nie awansowała | → Nie awansowała |
| Fanny Babou                                                                             | 100 m klasycznym   | 1:09,76    | 32.        | → Nie awansowała | → Nie awansowała | → Nie awansowała | → Nie awansowała |
| Justine Bruno                                                                           | 100 m motylkowym   | 1:01,14    | 38.        | → Nie awansowała | → Nie awansowała | → Nie awansowała | → Nie awansowała |
| Lara Grangeon                                                                           | 400 m zmiennym     | 4:44,28    | 18.        |                  |                  | → Nie awansowała | → Nie awansowała |
| Coralie Balmy Charlotte Bonnet Ophélie-Cyrielle Étienne Camille Muffat                  | 4 × 200m dowolnym  | 7:52,88    | 5.         |                  |                  | 7:47,49          | brąz             |
| Fanny Babou Justine Bruno Alexianne Castel Margaux Farrell Mylene Lazare Laure Manaudou | 4 × 100 m zmiennym | 4:05,53    | 14.        |                  |                  | → Nie awansowały | → Nie awansowały |
| Ophelie Aspord                                                                          | 10 km              |            |            |                  |                  | 1:58:43,1        | 6.               |

### Pływanie synchroniczne
| Zawodnik                      | Konkurencja | Eliminacje                    | Eliminacje                    | Eliminacje                 | Eliminacje                 | Eliminacje         | Eliminacje         | Finał   | Finał   |
| Zawodnik                      | Konkurencja | Eliminacje – runda techniczna | Eliminacje – runda techniczna | Eliminacje – runda dowolna | Eliminacje – runda dowolna | Eliminacje – Razem | Eliminacje – Razem | Finał   | Finał   |
| Zawodnik                      | Konkurencja | Punkty                        | Miejsce                       | Punkty                     | Miejsce                    | Punkty             | Miejsce            | Punkty  | Miejsce |
| ----------------------------- | ----------- | ----------------------------- | ----------------------------- | -------------------------- | -------------------------- | ------------------ | ------------------ | ------- | ------- |
| Sara Labrousse Chloe Willhelm | Duety       | 87,700                        | 11.                           | 88,340                     | 10.                        | 176,040            | 11.                | 176,260 | 10.     |

### Podnoszenie ciężarów
| Zawodnik               | Konkurencja | Rwanie | Rwanie  | Podrzut              | Podrzut              | Razem                | Pozycja              |
| Zawodnik               | Konkurencja | Wynik  | Pozycja | Wynik                | Pozycja              | Razem                | Pozycja              |
| ---------------------- | ----------- | ------ | ------- | -------------------- | -------------------- | -------------------- | -------------------- |
| Vencelas Dabaya        | 69 kg       | 135 kg | DNF     | → Nie sklasyfikowany | → Nie sklasyfikowany | → Nie sklasyfikowany | → Nie sklasyfikowany |
| Bernardin Kingue Matam | 69 kg       | 144 kg | DNF     | → Nie sklasyfikowany | → Nie sklasyfikowany | → Nie sklasyfikowany | → Nie sklasyfikowany |
| Benjamin Hennequin     | 85 kg       | 163 kg | DNF     | → Nie sklasyfikowany | → Nie sklasyfikowany | → Nie sklasyfikowany | → Nie sklasyfikowany |

Kobiety
| Zawodniczka    | Konkurencja | Rwanie | Rwanie  | Podrzut | Podrzut | Razem  | Pozycja |
| Zawodniczka    | Konkurencja | Wynik  | Pozycja | Wynik   | Pozycja | Razem  | Pozycja |
| -------------- | ----------- | ------ | ------- | ------- | ------- | ------ | ------- |
| Melanie Bardis | 48 kg       | 73 kg  | 9.      | 93 kg   | 9.      | 166 kg | 10.     |

### Skoki do wody
Mężczyźni
| Zawodnik        | Konkurencja                  | Preeliminacje | Preeliminacje | Półfinał        | Półfinał        | Finał           | Finał           |
| Zawodnik        | Konkurencja                  | Punkty        | Miejsce       | Punkty          | Miejsce         | Punkty          | Miejsce         |
| --------------- | ---------------------------- | ------------- | ------------- | --------------- | --------------- | --------------- | --------------- |
| Damien Cely     | trampolina 3 m indywidualnie | 412,30        | 22.           | → Nie awansował | → Nie awansował | → Nie awansował | → Nie awansował |
| Matthieu Rosset | trampolina 3 m indywidualnie | 445,15        | 13.           | → Nie awansował | → Nie awansował | → Nie awansował | → Nie awansował |

Kobiety
| Zawodniczka      | Konkurencja                  | Preeliminacje | Preeliminacje | Półfinał         | Półfinał         | Finał            | Finał            |
| Zawodniczka      | Konkurencja                  | Punkty        | Miejsce       | Punkty           | Miejsce          | Punkty           | Miejsce          |
| ---------------- | ---------------------------- | ------------- | ------------- | ---------------- | ---------------- | ---------------- | ---------------- |
| Fanny Bouvet     | trampolina 3 m indywidualnie | 257,10        | 25.           | → Nie awansowała | → Nie awansowała | → Nie awansowała | → Nie awansowała |
| Marion Farissier | trampolina 3 m indywidualnie | 248,70        | 26.           | → Nie awansowała | → Nie awansowała | → Nie awansowała | → Nie awansowała |
| Audrey Labeau    | wieża 10 m indywidualnie     | 261,05        | 24.           | → Nie awansowała | → Nie awansowała | → Nie awansowała | → Nie awansowała |

### Strzelectwo
Mężczyźni
| Zawodnik               | Konkurencja                             | Kwalifikacje | Kwalifikacje | Finał           | Finał           |
| Zawodnik               | Konkurencja                             | Punkty       | Miejsce      | Punkty          | Miejsce         |
| ---------------------- | --------------------------------------- | ------------ | ------------ | --------------- | --------------- |
| Stéphane Clamens       | trap                                    | 119          | 19.          | → Nie awansował | → Nie awansował |
| Franck Dumoulin        | pistolet dowolny 50 m                   | 541          | 33.          | → Nie awansował | → Nie awansował |
| Franck Dumoulin        | pistolet pneumatyczny 10 m              | 577          | 18.          | → Nie awansował | → Nie awansował |
| Cyril Graff            | karabin małokalibrowy trzy postawy 50 m | 1171         | 3.           | 1271,0          | 4.              |
| Cyril Graff            | karabin małokalibrowy leżąc 50 m        | 586          | 46.          | → Nie awansował | → Nie awansował |
| Walter Lapeyre         | pistolet pneumatyczny 10 m              | 575          | 22.          | → Nie awansował | → Nie awansował |
| Walter Lapeyre         | pistolet dowolny 50 m                   | 554          | 21.          | → Nie awansował | → Nie awansował |
| Jérémy Monnier         | karabin pneumatyczny 10 m               | 592          | 26.          | → Nie awansował | → Nie awansował |
| Pierre Edmond Piasecki | karabin pneumatyczny 10 m               | 596          | 8.           | 699,1           | 6.              |
| Valérian Sauveplane    | karabin małokalibrowy leżąc 50 m        | 592          | 22.          | → Nie awansował | → Nie awansował |
| Valérian Sauveplane    | karabin małokalibrowy trzy postawy 50 m | 1167         | 13.          | → Nie awansował | → Nie awansował |
| Anthony Terras         | skeet                                   | 117          | 17.          | → Nie awansował | → Nie awansował |

Kobiety
| Zawodniczka        | Konkurencja                             | Kwalifikacje | Kwalifikacje | Finał            | Finał            |
| Zawodniczka        | Konkurencja                             | Punkty       | Miejsce      | Punkty           | Miejsce          |
| ------------------ | --------------------------------------- | ------------ | ------------ | ---------------- | ---------------- |
| Laurence Brize     | karabin małokalibrowy trzy postawy 50 m | 581          | 18.          | → Nie awansowała | → Nie awansowała |
| Laurence Brize     | karabin pneumatyczny 10 m               | 394          | 26.          | → Nie awansowała | → Nie awansowała |
| Emilie Evesque     | karabin małokalibrowy trzy postawy 50 m | 578          | 25.          | → Nie awansowała | → Nie awansowała |
| Emilie Evesque     | karabin pneumatyczny 10 m               | 392          | 33.          | → Nie awansowała | → Nie awansowała |
| Veronique Girardet | skeet                                   | 66           | 10.          | → Nie awansowała | → Nie awansowała |
| Céline Goberville  | pistolet pneumatyczny 10 m              | 387          | 3.           | 486,6            | srebro           |
| Céline Goberville  | pistolet sportowy 25 m                  | 579          | 21.          | → Nie awansowała | → Nie awansowała |
| Delphine Racinet   | trap                                    | 72           | 4.           | 93               | brąz             |
| Stephanie Tirode   | pistolet pneumatyczny 10 m              | 375          | 38.          | → Nie awansowała | → Nie awansowała |
| Stephanie Tirode   | pistolet sportowy 25 m                  | 582          | 14.          | → Nie awansowała | → Nie awansowała |

### Szermierka
Mężczyźni
| Zawodnik                                    | Konkurencja          | 1/32             | 1/16                         | 1/8                     | Ćwierćfinały              | Półfinały        | Finał            | Finał   |
| Zawodnik                                    | Konkurencja          | Przeciwnik Wynik | Przeciwnik Wynik             | Przeciwnik Wynik        | Przeciwnik Wynik          | Przeciwnik Wynik | Przeciwnik Wynik | Pozycja |
| ------------------------------------------- | -------------------- | ---------------- | ---------------------------- | ----------------------- | ------------------------- | ---------------- | ---------------- | ------- |
| Yannick Borel                               | szpada indywidualnie |                  | Dmytro Kariuczenko W 15-10   | Fabian Kauter W 15-11   | Bartosz Piasecki P 14-15  | → Nie awansował  | → Nie awansował  | 5.      |
| Gauthier Grumier                            | szpada indywidualnie |                  | Bartosz Piasecki P 13-14     | → Nie awansował         | → Nie awansował           | → Nie awansował  | → Nie awansował  | 17.     |
| Erwann Le Pechoux                           | floret indywidualnie |                  | Enzo Lefort W 15-9           | Choi Byung-chul P 13-15 | → Nie awansował           | → Nie awansował  | → Nie awansował  | 9.      |
| Enzo Lefort                                 | floret indywidualnie |                  | Erwann Le Pechoux P 9-15     | → Nie awansował         | → Nie awansował           | → Nie awansował  | → Nie awansował  | 17.     |
| Victor Sintès                               | floret indywidualnie |                  | Kenta Chida W 15-11          | Lei Sheng P 6-15        | → Nie awansował           | → Nie awansował  | → Nie awansował  | 9.      |
| Erwann Le Pechoux Enzo Lefort Victor Sintès | floret drużynowo     |                  |                              |                         | Stany Zjednoczone P 39-45 | → Nie awansowali | → Nie awansowali | 8.      |
| Boladé Apithy                               | szabla indywidualnie |                  | Alaksandr Bujkiewicz P 11-15 | → Nie awansował         | → Nie awansował           | → Nie awansował  | → Nie awansował  | 17.     |

Kobiety
| Zawodniczka                                    | Konkurencja          | 1/32                   | 1/16                     | 1/8                    | Ćwierćfinały        | Półfinały           | Finał                    | Finał   |
| Zawodniczka                                    | Konkurencja          | Przeciwniczka Wynik    | Przeciwniczka Wynik      | Przeciwniczka Wynik    | Przeciwniczka Wynik | Przeciwniczka Wynik | Przeciwniczka Wynik      | Pozycja |
| ---------------------------------------------- | -------------------- | ---------------------- | ------------------------ | ---------------------- | ------------------- | ------------------- | ------------------------ | ------- |
| Laura Flessel-Colovic                          | szpada indywidualnie |                        | Courtney Hurley W 15-12  | Simona Gherman P 13-15 | → Nie awansowała    | → Nie awansowała    | → Nie awansowała         | 9.      |
| Astrid Guyart                                  | floret indywidualnie |                        | Eman Gaber W 15-2        | Inès Boubakri P 10-15  | → Nie awansowała    | → Nie awansowała    | → Nie awansowała         | 9.      |
| Corinne Maîtrejean                             | floret indywidualnie |                        | Natalia Sheppard W 15-5  | Chieko Sugawara P 9-15 | → Nie awansowała    | → Nie awansowała    | → Nie awansowała         | 9.      |
| Ysaora Thibus                                  | floret indywidualnie |                        | Inna Dierigłazowa W 15-8 | Kanae Ikehata P 11-15  | → Nie awansowała    | → Nie awansowała    | → Nie awansowała         | 9.      |
| Astrid Guyart Corinne Maîtrejean Ysaora Thibus | floret drużynowo     |                        |                          |                        | Polska W 42-31      | Włochy P 22-45      | Korea Południowa P 32-45 | 4.      |
| Léonore Perrus                                 | szabla indywidualnie | Seira Nakayama P 12-15 | → Nie awansowała         | → Nie awansowała       | → Nie awansowała    | → Nie awansowała    | → Nie awansowała         | 17.     |

### Taekwondo
Kobiety
| Zawodniczka          | Konkurencja | 1/16                       | Ćwierćfinał            | Półfinał              | Repasaż 1           | Repasaż 2           | Finał               | Finał   |
| Zawodniczka          | Konkurencja | Przeciwniczki Wynik        | Przeciwniczki Wynik    | Przeciwniczki Wynik   | Przeciwniczki Wynik | Przeciwniczki Wynik | Przeciwniczki Wynik | Pozycja |
| -------------------- | ----------- | -------------------------- | ---------------------- | --------------------- | ------------------- | ------------------- | ------------------- | ------- |
| Marlène Harnois      | 57 kg       | Yeny Contreras Loyola 14-3 | Hidaja Malak Wahba 8-6 | Hou Yuzhuo 3-8        |                     | Mayu Hamada 12-8    | → Nie awansowała    | brąz    |
| Anne Caroline Graffe | +67 kg      | Natalya Mamatova 17-9      | Lee In-jong 7-4        | Glenhis Hernández 6-4 |                     |                     | Milica Mandić 7-9   | srebro  |

### Tenis stołowy
Mężczyźni
| Zawodnik        | Konkurencja | Eliminacje       | Runda 1          | Runda 2          | Runda 3                                    | Runda 4          | Ćwierćfinały     | Półfinały        | Finał            | Finał   |
| Zawodnik        | Konkurencja | Przeciwnik Wynik | Przeciwnik Wynik | Przeciwnik Wynik | Przeciwnik Wynik                           | Przeciwnik Wynik | Przeciwnik Wynik | Przeciwnik Wynik | Przeciwnik Wynik | Pozycja |
| --------------- | ----------- | ---------------- | ---------------- | ---------------- | ------------------------------------------ | ---------------- | ---------------- | ---------------- | ---------------- | ------- |
| Adrien Mattenet | singel      | —                | —                | —                | Chen Weixing 0-4 (3:11, 14:16, 6:11, 9:11) | → nie awansował  | → nie awansował  | → nie awansował  | → nie awansował  | 17.     |

Kobiety
| Zawodniczka | Konkurencja | Eliminacje          | Runda 1                                          | Runda 2                                                       | Runda 3                                  | Runda 4             | Ćwierćfinały        | Półfinały           | Finał               | Finał   |
| Zawodniczka | Konkurencja | Przeciwniczka Wynik | Przeciwniczka Wynik                              | Przeciwniczka Wynik                                           | Przeciwniczka Wynik                      | Przeciwniczka Wynik | Przeciwniczka Wynik | Przeciwniczka Wynik | Przeciwniczka Wynik | Pozycja |
| ----------- | ----------- | ------------------- | ------------------------------------------------ | ------------------------------------------------------------- | ---------------------------------------- | ------------------- | ------------------- | ------------------- | ------------------- | ------- |
| Xian Yifang | singel      | —                   | Sarah Hanffou 4-1 (8:11, 11:7, 11:7, 11:3, 11:6) | Ri Myong-sun 4-2 (11:9, 11:6, 6:11, 11:9, 8:11, 11:6)         | Wang Yuegu 0-4 (9:11, 8:11, 6:11, 4:11)  | → Nie awansowała    | → Nie awansowała    | → Nie awansowała    | → Nie awansowała    | '17.    |
| Li Xue      | singel      | —                   | —                                                | Lay Jian Fang 4-3 (11:7, 13:11, 7:11, 11:3, 9:11, 9:11, 11:6) | Shen Yanfei 0-4 (5:11, 2:11, 8:11, 3:11) | → Nie awansowała    | → Nie awansowała    | → Nie awansowała    | → Nie awansowała    | '17.    |

### Tenis ziemny
Mężczyźni
| Zawodnik                          | Konkurencja    | 1/32                         | 1/16                              | 1/8                                 | Ćwierćfinały                          | Półfinały                          | Finał                          | Finał         |
| Zawodnik                          | Konkurencja    | Przeciwnik Wynik             | Przeciwnik Wynik                  | Przeciwnik Wynik                    | Przeciwnik Wynik                      | Przeciwnik Wynik                   | Przeciwnik Wynik               | Pozycja       |
| --------------------------------- | -------------- | ---------------------------- | --------------------------------- | ----------------------------------- | ------------------------------------- | ---------------------------------- | ------------------------------ | ------------- |
| Richard Gasquet                   | gra pojedyncza | R. Haase 6:3, 6:3            | M. Pagdatis 4:6, 4:6              | → Nie awansował                     | → Nie awansował                       | → Nie awansował                    | → Nie awansował                | Miejsca 17-32 |
| Gaël Monfils                      | gra pojedyncza |                              |                                   |                                     |                                       |                                    |                                |               |
| Julien Benneteau                  | gra pojedyncza | M. Jużny 7:5, 6:3            | R. Federer 2:6, 2:6               | → Nie awansował                     | → Nie awansował                       | → Nie awansował                    | → Nie awansował                | Miejsca 17-32 |
| Gilles Simon                      | gra pojedyncza | M. Kukuszkin 6:4, 6:2        | G. Dimitrow 6:3, 6:3              | J.M. del Potro 1:6, 6:4, 3:6        | → Nie awansował                       | → Nie awansował                    | → Nie awansował                | Miejsca 9-16  |
| Jo-Wilfried Tsonga                | gra pojedyncza | T. Bellucci 6:7(5), 6:4, 6:4 | M. Raonic 6:3, 3:6, 25:23         | F. López 7:6(5), 6:4                | N. Đoković 1:6, 5:7                   | → Nie awansował                    | → Nie awansował                | Miejsca 5-8   |
| Julien Benneteau Richard Gasquet  | gra podwójna   |                              | C. Fleming R. Hutchins 7:5, 6:3   | M. Bhupathi R. Bopanna 6:3, 6:4     | J. Tipsarević N. Zimonjić 6:4, 7:6(3) | B. Bryan M. Bryan 4:6, 4:6         | D. Ferrer F. López 7:6(4), 6:2 | brąz          |
| Michaël Llodra Jo-Wilfried Tsonga | gra podwójna   |                              | D. Nalbandian E. Schwank 6:3, 7:5 | L. Paes V. Vardhan 7:6(3), 4:6, 6:3 | M. Melo B. Soares 6:4, 6:2            | D. Ferrer F. López 6:3, 4:6, 18:16 | B. Bryan M. Bryan 4:6, 6:7(2)  | srebro        |

Kobiety
| Zawodnik                         | Konkurencja    | 1/32                  | 1/16                             | 1/8              | Ćwierćfinały     | Półfinały        | Finał            | Finał         |
| Zawodnik                         | Konkurencja    | Przeciwnik Wynik      | Przeciwnik Wynik                 | Przeciwnik Wynik | Przeciwnik Wynik | Przeciwnik Wynik | Przeciwnik Wynik | Pozycja       |
| -------------------------------- | -------------- | --------------------- | -------------------------------- | ---------------- | ---------------- | ---------------- | ---------------- | ------------- |
| Alizé Cornet                     | gra pojedyncza | T. Paszek 7:6(4), 6:4 | D. Hantuchová 3:6, 0:6           | → Nie awansowała | → Nie awansowała | → Nie awansowała | → Nie awansowała | Miejsca 17-32 |
| Alizé Cornet Kristina Mladenovic | gra podwójna   |                       | P. Shuai Z. Jie 1:6, 7:6(3), 3:6 | → Nie awansowały | → Nie awansowały | → Nie awansowały | → Nie awansowały | Miejsca 17-31 |

### Triathlon
| Zawodnicy        | Konkurencja | Pływanie (1,5 km) | Zmiana 1 | Jazda na rowerze (40 km) | Zmiana 2 | Bieg (10 km) | Czas    | Pozycja |
| ---------------- | ----------- | ----------------- | -------- | ------------------------ | -------- | ------------ | ------- | ------- |
| David Hauss      | Mężczyźni   | 17:24             |          | 58:50                    |          | 29:53        | 1:47:14 | 4.      |
| Vincent Luis     | Mężczyźni   | 17:20             |          | 58:53                    |          | 31:00        | 1:48:18 | 11.     |
| Laurent Vidal    | Mężczyźni   | 17:27             |          | 58:42                    |          | 30:01        | 1:47:21 | 5.      |
| Emmie Charayron  | Kobiety     | 20:27             |          | 1:07:32                  |          | 34:27        | 2:02:26 | 18.     |
| Jessica Harrison | Kobiety     | 19:22             |          | 1:06:47                  |          | 35:13        | 2:01:22 | 9.      |
| Carole Peon      | Kobiety     | 19:30             |          | 1:07:11                  |          | 35:59        | 2:03:58 | 29.     |

### Wioślarstwo
Mężczyźni
| Zawodnik                                                              | Konkurencja                       | Eliminacje | Eliminacje | Repasaże | Repasaże | Ćwierćfinał | Ćwierćfinał | Półfinał | Półfinał | Finał             | Finał   | Pozycja |
| Zawodnik                                                              | Konkurencja                       | Czas       | Miejsce    | Czas     | Miejsce  | Czas        | Miejsce     | Czas     | Miejsce  | Czas              | Miejsce | Pozycja |
| --------------------------------------------------------------------- | --------------------------------- | ---------- | ---------- | -------- | -------- | ----------- | ----------- | -------- | -------- | ----------------- | ------- | ------- |
| Germain Chardin Dorian Mortelette                                     | dwójka bez sternika               | 6:17,22    | 2.         |          |          |             |             | 6:58,67  | 2.       | 6:21,11 (finał A) | 2.      | srebro  |
| Julien Bahain Cédric Berrest                                          | dwójka podwójna                   | 6:19,61    | 2.         |          |          |             |             | 6:29,61  | 5.       | 6:26,44 (finał B) | 4.      | 10.     |
| Jérémie Azou Stany Delayre                                            | dwójka podwójna wagi lekkiej      | 6:40,89    | 1.         |          |          |             |             | 6:37,29  | 2.       | 6:42,69 (finał A) | 4.      | 4.      |
| Matthieu Androdias Benjamin Chabanet Adrien Hardy Pierre-Jean Peltier | czwórka podwójna                  | 5:44,25    | 3.         |          |          |             |             | 6:21,81  | 4.       | 6:02,12 (finał B) | 4.      | 10.     |
| Thomas Baroukh Fabrice Moreau Nicolas Moutton Franck Solforosi        | czwórka bez sternika wagi lekkiej | 5:50,79    | 1.         |          |          |             |             | 6.06,90  | 4.       | 6:08,37 (finał B) | 1.      | 7.      |

### Zapasy
Mężczyźni – styl klasyczny
| Zawodnik          | Konkurencja | Kwalifikacje     | 1/8                   | Ćwierćfinał           | Półfinał          | Repasaż 1        | Repasaż 2             | Finał            | Finał   |
| Zawodnik          | Konkurencja | Przeciwnik Wynik | Przeciwnik Wynik      | Przeciwnik Wynik      | Przeciwnik Wynik  | Przeciwnik Wynik | Przeciwnik Wynik      | Przeciwnik Wynik | Miejsce |
| ----------------- | ----------- | ---------------- | --------------------- | --------------------- | ----------------- | ---------------- | --------------------- | ---------------- | ------- |
| Tarik Belmadani   | -60 kg      |                  | Jarkko Ala-Huikku 3-0 | Ryūtarō Matsumoto 0-3 |                   |                  |                       |                  | 9.      |
| Steeve Guénot     | -66 kg      | —                | Wuileixis Rivas 3-0   | Sa’id Abdewali 3-0    | Kim Hyeon-woo 1-3 |                  | Pedro Isaac 3-0       |                  | brąz    |
| Christophe Guénot | -74 kg      | —                | Zied Ayet Ikram 5-0   | Roman Własow 2-3      |                   | Mark Madsen 2-4  |                       |                  | 8.      |
| Mélonin Noumonvi  | -84 kg      | —                | Rami Hietaniemi 3-0   | Karam Dżabir 3-4      |                   | Nenad Žugaj 3-0  | Damian Janikowski 0-2 |                  | 5.      |

Mężczyźni – styl wolny
| Zawodnik    | Konkurencja | Kwalifikacje     | 1/8               | Ćwierćfinał      | Półfinał         | Repasaż 1        | Repasaż 2        | Finał            | Finał   |
| Zawodnik    | Konkurencja | Przeciwnik Wynik | Przeciwnik Wynik  | Przeciwnik Wynik | Przeciwnik Wynik | Przeciwnik Wynik | Przeciwnik Wynik | Przeciwnik Wynik | Miejsce |
| ----------- | ----------- | ---------------- | ----------------- | ---------------- | ---------------- | ---------------- | ---------------- | ---------------- | ------- |
| Didier Païs | -60 kg      |                  | Hassan Madany 6-7 |                  |                  |                  |                  |                  | 11.     |

Kobiety
| Zawodniczka    | Konkurencja | Kwalifikacje        | 1/8                   | Ćwierćfinał         | Półfinał            | Repasaż 1           | Repasaż 2           | Finał               | Finał   |
| Zawodniczka    | Konkurencja | Przeciwniczka Wynik | Przeciwniczka Wynik   | Przeciwniczka Wynik | Przeciwniczka Wynik | Przeciwniczka Wynik | Przeciwniczka Wynik | Przeciwniczka Wynik | Miejsce |
| -------------- | ----------- | ------------------- | --------------------- | ------------------- | ------------------- | ------------------- | ------------------- | ------------------- | ------- |
| Cynthia Vescan | -72 kg      |                     | Swietłana Sajenko 1-2 |                     |                     |                     |                     |                     | 12.     |

### Żeglarstwo
Mężczyźni
| Zawodnik                           | Konkurencja | Wyścig | Wyścig | Wyścig | Wyścig | Wyścig | Wyścig | Wyścig | Wyścig | Wyścig | Wyścig | Wyścig | Punkty | Finałowa pozycja |
| Zawodnik                           | Konkurencja | 1      | 2      | 3      | 4      | 5      | 6      | 7      | 8      | 9      | 10     | M*     | Punkty | Finałowa pozycja |
| ---------------------------------- | ----------- | ------ | ------ | ------ | ------ | ------ | ------ | ------ | ------ | ------ | ------ | ------ | ------ | ---------------- |
| Julien Bontemps                    | RS:X        | 23     | 14     | 2      | 5      | 5      | 4      | 17     | 5      | 8      | 6      | 4      | 70     | 5.               |
| Jean-Baptiste Bernaz               | Laser       | 3      | 21     | 6      | 9      | 19     | 11     | 2      | 18     | 20     | 34     | 10     | 119    | 10.              |
| Jonathan Lobert                    | Finn        | 9      | 4      | 4      | 2      | 6      | 7      | 5      | 10     | 3      | 7      | 2      | 49     | brąz             |
| Vincent Garos Pierre Leboucher     | 470         | 9      | 10     | 11     | 6      | 10     | 2      | 19     | 11     | 4      | 11     | 16     | 90     | 7.               |
| Pierre-Alexis Ponsot Xavier Rohart | Star        | 1      | 13     | 10     | 11     | 12     | 14     | 11     | 6      | 6      | 8      | 8      | 86     | 9.               |

Kobiety
| Zawodniczka                      | Konkurencja  | Wyścig | Wyścig | Wyścig | Wyścig | Wyścig | Wyścig | Wyścig | Wyścig | Wyścig | Wyścig | Wyścig | Punkty | Finałowa pozycja |
| Zawodniczka                      | Konkurencja  | 1      | 2      | 3      | 4      | 5      | 6      | 7      | 8      | 9      | 10     | M*     | Punkty | Finałowa pozycja |
| -------------------------------- | ------------ | ------ | ------ | ------ | ------ | ------ | ------ | ------ | ------ | ------ | ------ | ------ | ------ | ---------------- |
| Charline Picon                   | RS:X         | 9      | 11     | 5      | 7      | 10     | 6      | 12     | 10     | 11     | 6      | 14     | 89     | 8.               |
| Sophie de Turckheim              | Laser radial | 21     | 14     | 19     | 12     | 11     | 26     | 10     | 19     | 22     | 15     |        | 143    | 16.              |
| Mathilde Géron Camille Lecointre | 470          | 10     | 17     | 1      | 8      | 12     | 3      | 7      | 6      | 3      | 5      | 10     | 65     | 4.               |

Elliott 6m
| Zawodniczki                             | Konkurencja | Round Robin | Round Robin | Round Robin | Round Robin | Round Robin | Round Robin | Round Robin | Round Robin | Round Robin | Round Robin | Round Robin | Miejsce | Faza pucharowa | Faza pucharowa | Faza pucharowa | Miejsce |
| Zawodniczki                             | Konkurencja |             |             |             |             |             |             |             |             |             |             |             | Miejsce | Ćwierćfinał    | Półfinał       | Finał          | Miejsce |
| --------------------------------------- | ----------- | ----------- | ----------- | ----------- | ----------- | ----------- | ----------- | ----------- | ----------- | ----------- | ----------- | ----------- | ------- | -------------- | -------------- | -------------- | ------- |
| Elodie Bertrand Claire Leroy Marie Riou | Elliott 6m  | 0           | 1           | 0           | 0           | 1           | 1           | 1           | 1           | 0           | 1           | 0           | 6       | 0-3            |                |                | 5.      |

Open
| Zawodnik                      | Konkurencja | Wyścig | Wyścig | Wyścig | Wyścig | Wyścig | Wyścig | Wyścig | Wyścig | Wyścig | Wyścig | Wyścig | Wyścig | Wyścig | Wyścig | Wyścig | Wyścig | Punkty | Finałowa pozycja |
| Zawodnik                      | Konkurencja | 1      | 2      | 3      | 4      | 5      | 6      | 7      | 8      | 9      | 10     | 11     | 12     | 13     | 14     | 15     | M*     | Punkty | Finałowa pozycja |
| ----------------------------- | ----------- | ------ | ------ | ------ | ------ | ------ | ------ | ------ | ------ | ------ | ------ | ------ | ------ | ------ | ------ | ------ | ------ | ------ | ---------------- |
| Stephane Christidis Manu Dyen | 49er        | 1      | 9      | 9      | 12     | 1      | 10     | 12     | 13     | 10     | 21     | 2      | 5      | 10     | 7      | 14     | 12     | 127    | 6.               |